# Grammatica del greco antico
La lingua greca antica (in greco antico: Ἑλληνικὴ γλῶσσα? oppure, in dialetto attico, γλῶττα) è una lingua flessiva ad elevato grado di sinteticità, di origine indoeuropea, i cui dialetti erano parlati nell'antica Grecia, nelle isole dell'Egeo e nelle colonie greche sulle coste del Mediterraneo orientale e dai Greci della madre-patria, parlato sulle coste della Panfilia ed effettivamente contaminato da influssi adstratici di lingue epicoriche non greche.
Per la grammatica e le particolarità linguistiche di tutti questi dialetti si rimanda alle rispettive voci indicate dai collegamenti. La grammatica greca, di cui qui se ne esporranno gli aspetti fondamentali, è improntata in larga parte al dialetto attico, parlato ad Atene, ed impostosi dal V secolo a.C. in poi come lingua panellenica, a causa dell'egemonia militare, politica, economica, culturale di Atene; tale dialetto, insieme a una componente ionica più o meno forte a seconda dei luoghi, sarà alla base della κοινὴ διάλεκτος, la koinè di età ellenistica, la lingua franca del Mediterraneo nota anche come greco comune, greco alessandrino o greco ellenistico. Essa, tuttavia, non coincide appieno con il dialetto attico puro.

## Storia della lingua

### Origini
Il greco appartiene alla vasta famiglia delle lingue indeuropee; intorno al V millennio a.C. le popolazioni originarie della regione a Nord del Mar Caspio e del Mar Nero, accomunate da idiomi e istituzioni socio-culturali affini, iniziarono un lungo processo di migrazioni e insediamenti nel continente eurasiatico. Il contatto tra le parlate indigene e i nuovi ceppi linguistici, già differenziati tra loro da profonde analogie di lessico, diede origine a nuove lingue.
Un'origine linguistica comune, ossia una "lingua madre" o protolingua, rispetto a una serie di famiglie linguistiche diffuse già in età preistorica dall'Europa fino all'India settentrionale, è dunque alla base di un ampio numero di lingue evolutesi nelle moderne parlate in Europa, in America e in parte dell'Asia. Tra queste figura il greco antico, un gruppo linguistico parlato da stirpi indeuropee penetrate nella penisola ellenica e nelle sue isole intorno al II millennio a.C.; successivi fenomeni migratori di gruppi etnici già presenti in territorio greco tra XI e X secolo a.C., portarono alla formazione dei dialetti greci di età storica. Il greco vernacolare si è poi evoluto nella δημοτική (pronunciato "dhimotikì"), attuale lingua della Grecia moderna e di Cipro, mentre la lingua scritta rimaneva legata ai modelli del passato; la lingua popolare fu infatti ritenuta per secoli dagli eruditi troppo bassa e corrotta.
Dopo l'indipendenza dall'impero ottomano, ottenuta nel 1821-22, si accese un dibattito sul tipo di lingua che il nuovo stato greco avrebbe dovuto adottare ufficialmente. Da una parte si schierarono gli intellettuali conservatori, che cercarono di resuscitare il greco antico nel tentativo anche di sostituirlo alla δημοτική come lingua parlata: nacque così la καθαρεύουσα, una "lingua pura" artificiosamente ricostruita sulla base dell'antica lingua dotta dell'antichità classica. Sull'altro versante, invece, si opposero i sostenitori della lingua popolare, che proponevano di adottare la δημοτική anche come lingua scritta. Il risultato fu una mezza vittoria per entrambe le parti, poiché, da un lato, la lingua popolare non venne scalzata dalla καθαρεύουσα rimanendo la lingua vernacolare della popolazione e acquisendo inoltre il favore di alcuni scrittori, mentre, dall'altro, la καθαρεύουσα rimase in vigore come lingua formale e scritta; tale situazione perdurò fino al 1976, anno della destituzione della giunta militare dei colonnelli, quando la δημοτική diventò definitivamente la lingua ufficiale della nuova democrazia ellenica. Ultima data importante nella storia della lingua greca è il 1982, quando il sistema politonico di accentazione venne abbandonato in favore di quello monotonico.

#### Indoeuropeo
Con questo termine si indica un'entità linguistica astratta, risultato della comparazione di lingue storiche testimoniate in documenti scritti, di cui si ricordano i sacri testi vedici dell'India. Nel confrontare il greco πατήρ, il latino pater, il sanscrito pitàr e il germanico *fader, da cui il moderno vater, è possibile risalire alla forma comune *fater (a anteriore aperta), denominata indeuropea, preceduta dall'asterisco in quanto forma ricostruita e non attesta nei documenti scritti. Se i moderni linguisti dell'Ottocento da una parte si sono avvalsi delle grammatiche comparative, soprattutto per quanto riguarda la legge di Grimm e la legge di Verner, dall'altra si è visto che con alcune lingue quali il greco antico questo metodo non funziona sempre.

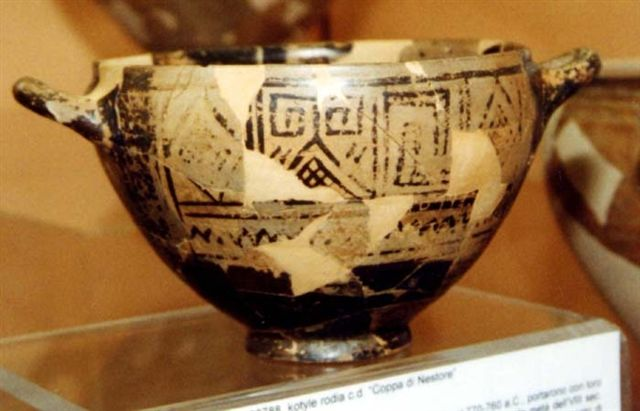
Coppa di Nestore, di Pitecusa

La linguistica moderna suddivide le antiche lingue indoeuropee in kentum e satem a seconda dei diversi modi di esprimere la parola "cento - 100". Il *km̥tom (m̥ è l'm sonante indeuropea, che si incontra insieme ad n̥ sonante, che a contatto con vocali e consonanti può dare esito vocalico o consonantico), ha come esiti un gruppo in cui prevale la velare /k/: greco ἑκατον, latino "centum" (pronuncia k). Dunque il gruppo kentum appartiene alle parole con labiovelari gutturali, ossia gutturali con appendice labiale, con attestazioni nell'Anatolia, e in scritti arcaici, tra cui in origine anche Omero; non si sa perfettamente come pronunciarle, fatto sta che la velare non è da confondere col digamma greco ϝ dall'esito /w/ aspirata.

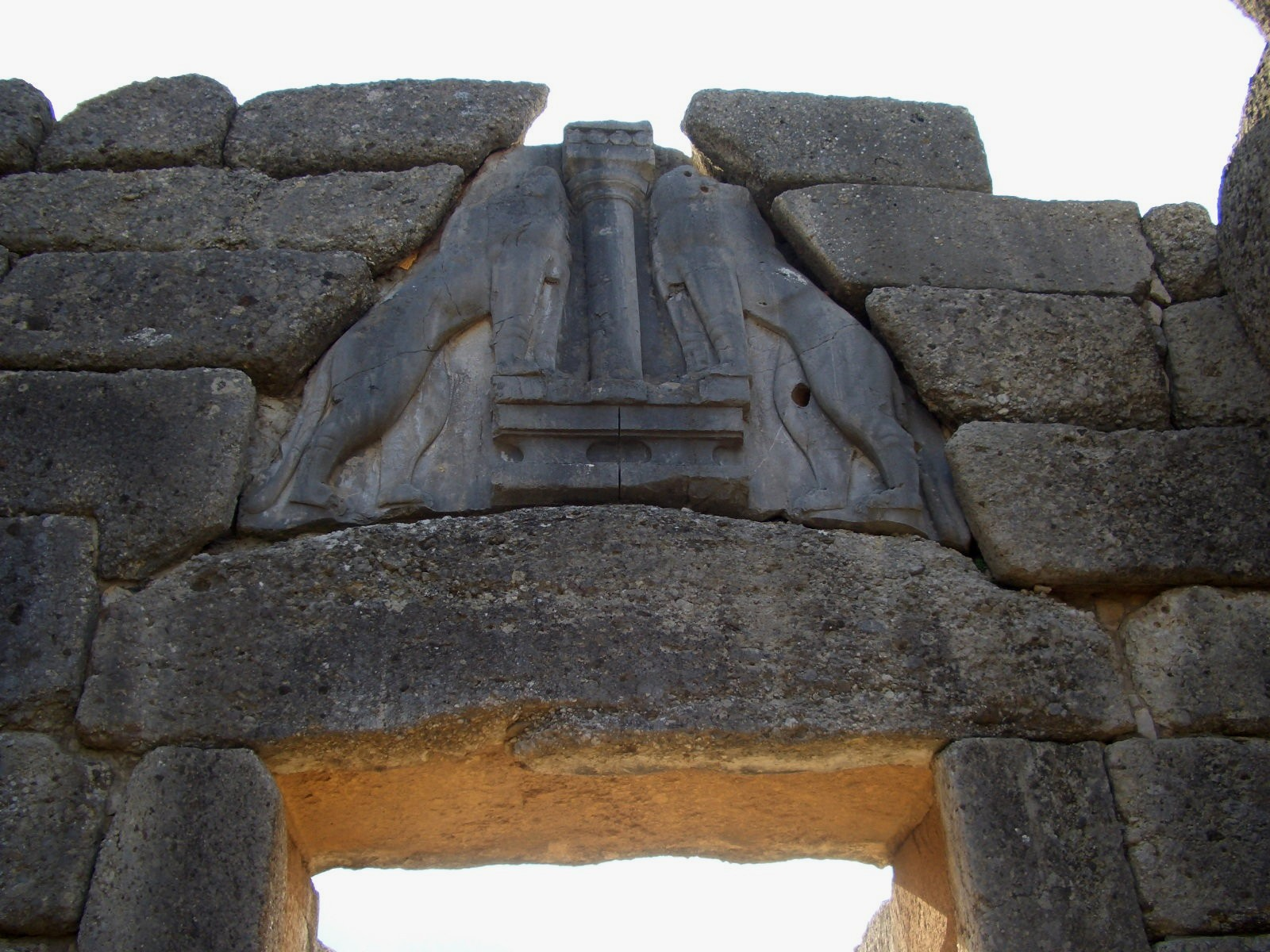
Porta dei Leoni a Micene

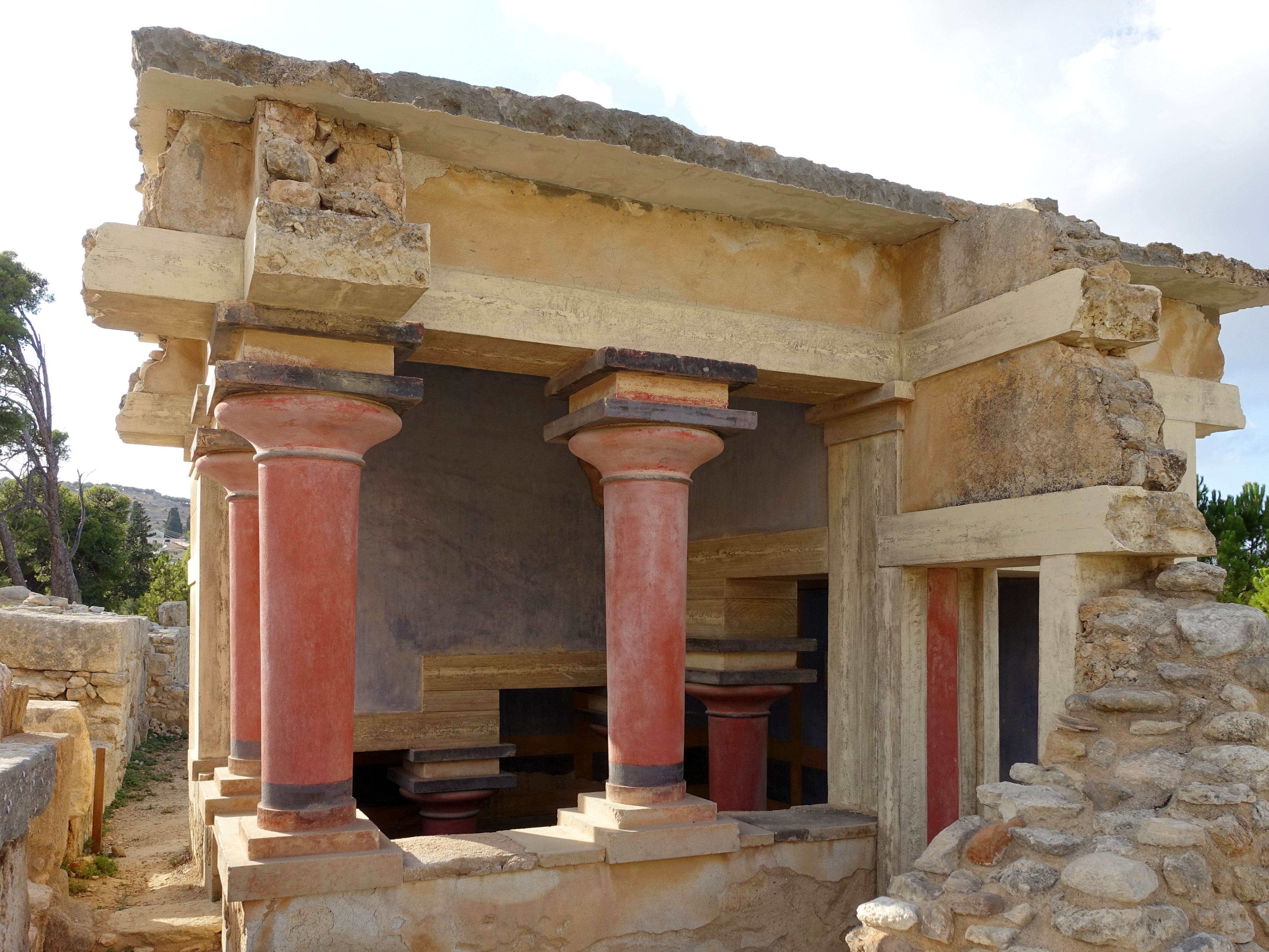
Palazzo di Cnosso, Creta

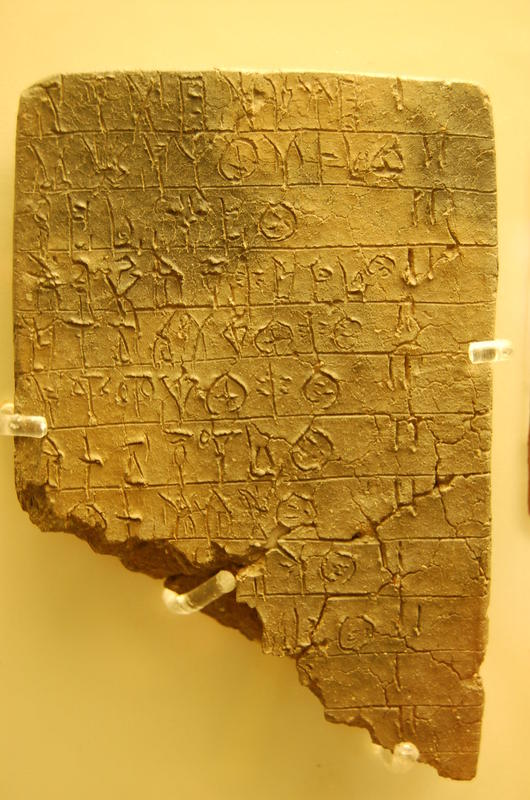
Tavoletta di Lineare B, nel Museo archeologico di Micene

Il satem usa parole gutturali palatalizzate al posto della labiovelare, come /k/ - /g/ - /gh/, ossia gutturali semplici. In una resa in latino e in greco oggi noti, il latino per indicare la parola quis risultò seguire la lezione del kentum gutturale, il greco per τις usò il kentum nella versione dentale. Nello studio delle trasformazioni greche dei tempi verbali, non ci sono riferimenti cronologici tranne che all'indicativo. L'aumento dei tempi storici, per indicare un'azione passata, senza specificare la valenza aoristica, durativa, resultativa, è l'unico punto di collegamento con l'origine indeuropea, poiché l'aumento è attestato nel gruppo orientale, ad esempio ἔφερε, imperfetto di φέρω proviene da *eber, mentre l'aumento è assente nel latino, dove si ha l'apofonia del tema.
Nella zona d'Oriente degli indoeuropei, per ricollegarsi alla comparazione della lingua, gli studiosi hanno provato a comparare certi termini, nelle cosiddette "prove della betulla e del mare", termini molto comuni e attestati in varie lingue, per dimostrare sia le differenze, che le affinità tra esse. La pianta di betulla ad esempio era presente in nord Europa nell'ex Unione Sovietica, testimonianza che gli indeuropei si trasferirono in questi luoghi. La prova del "mare" dalla radice *mar, assente in greco, dato che inizialmente i popoli Greci furono assenti dal mare, dimostra come per questo termine in greco ce ne siano molti di più. Il termine ἅλς (il sale, e per sineddoche la distesa salata) è uno di questi, poi il termine πόντος (il mare visto come ponte da un luogo all'altro), e infine il θάλασσα, tutti termini che in un certo luogo hanno un preciso collegamento, dal punto di vista storico della fenomenologia migratoria, con gli indeuropei. Stessa cosa può dirsi con i termini di parentela come *pater (capo clan, poi padre) e *mater.

### Civiltà micenea e minoica
Prima della conformazione a noi nota della Grecia antica, le attestazioni scritte più vicine all'indoeuropeo si hanno nella Civiltà micenea, da non confondere con quella minoica, attestata nell'Egeo. Insieme ai micenei, nel XIV-XI secolo a.C. si ha anche la testimonianza di testi Ittiti, rinvenuti in Hattusa e nell'Anatolia centrale, decifrati nel 1900, tavolette che avevano contenuto di carattere economico e diplomatico, come anche le tavolette micenee. Dalla decifrazione della lineare B, dato che la lineare A non ancora lo è stata, si può comprendere come i minoici usassero 3 sistemi di scrittura, un alfabeto sillabico. Il 1450-1370 a.C. fu il periodo d'oro di questa civiltà, che si andò espandendo nell'isola di Creta, con la sede del potere a Cnosso, ma anche in Grecia presso la civiltà micenea, che aveva la sede centrale a Micene, incontro politico e culturale avvenuto intorno al 1450 a.C. Le due civiltà erano molto diverse, mentre a Cnosso si avevano palazzi principeschi, a Micene, come dimostra la rocca con la Porta Due Leoni, la cittadella era situata in cima a un promontorio per controllare la vallata.
Nei secoli a seguire, i Micenei superarono la civiltà di Cnosso, che decadde sempre di più, sino alla scomparsa nell'VIII secolo per catastrofi naturali e rivolgimenti sociali. La parlata micenea era del tipo "Egea" e non ancora greca come la si può definire. Dalle tavolette di Pilo e Cnosso del tipo Lineare B, si comprende come a Cnosso non fosse in voga la letteratura, almeno scritta, se si considera anche in Grecia in passato era convocato l'aedo nelle coorti, piuttosto le tavolette hanno un contenuto ad elenco, per l'archivio palaziale, del foraggio, del frumento, delle armi. Tuttavia, la decifrazione da parte di Arthur Evans è stata di grande importanza per comprendere le somiglianze tra questa lingua e il greco antico: era una scrittura sillabica, come il fenicio e l'ebraico antico, con 87 segni, di cui 45 ben distinguibili anche nella Lineare A (Chadwick, sistema sillabico consonantico e vocalico), i nomi terminavano in -σσος e -ττος -νθος, tali termini non sarebbero indeuropei per mancanza di attestazioni, ma, ma si crearono in altre circostanze, in Asia Minore sono state confrontate alcune attestazioni di nomi terminanti in -ndos e -sos.
Dunque si ha una contaminazione di varie lingue diverse, forse anche la lineare A sarebbe composta da forme morfologiche miste, forme che con la lineare B della civiltà cretese, e poi l'alfabeto fenicio, influenzarono molto, per contatti e rapporti commerciali, la proto-civiltà greca. La lineare B non si distingue le vocali lunghe dalle brevi: ad esempio, per le varie aperture e lunghezze del timbro /e/ nel greco classico si usano le tre opposizioni ε /ε ~ e/ - ει /eː/ - η /ɛː/, che i cretesi non si preoccupavano di differenziare. Si usavano sillabogrammi, ispirati alla labiovelare indeuropea, dove non si aveva ancora l'esito dentale o labiale. Nelle tavolette i segni divisori non compaiono tra le parole, ma tra l'una e l'altra sillaba, come l'esempio di ka-ko, il cui corrispettivo greco sarebbe κακός - κακοῦς; inoltre è difficile riconoscere i fenomeni tipici del greco con le nasali, le liquide, non sono riportati affatto i dittonghi:
- PA-KA-NA = φάσγανα; la P è una labiovelare indistinta, manca il σ
- KA-SI-REU = βασιλεύς, la R era usata per rendere X, in quanto le labiali non erano scritte
- TU-KA-TE = θυγάτηρ, non c'è distinzione tra sorda e sonora e aspirata.

Nel 2000 a.C. in Grecia c'è una progressiva discesa dalla Tracia e dalla Macedonia verso la civiltà micenea, come attestano ritrovamenti di ceramica ruvida e grigia. Nel 1200 inoltre si ha l'invasione dorica, che distrugge le cittadelle micenee, occupando la Ionia e Megara; inoltre si dimostra come, con l'amalgamazione dei vari popoli nella Grecia, tra di essi si sentisse la forte differenze linguistica.

### Lingua greca e la formazione dell'alfabeto

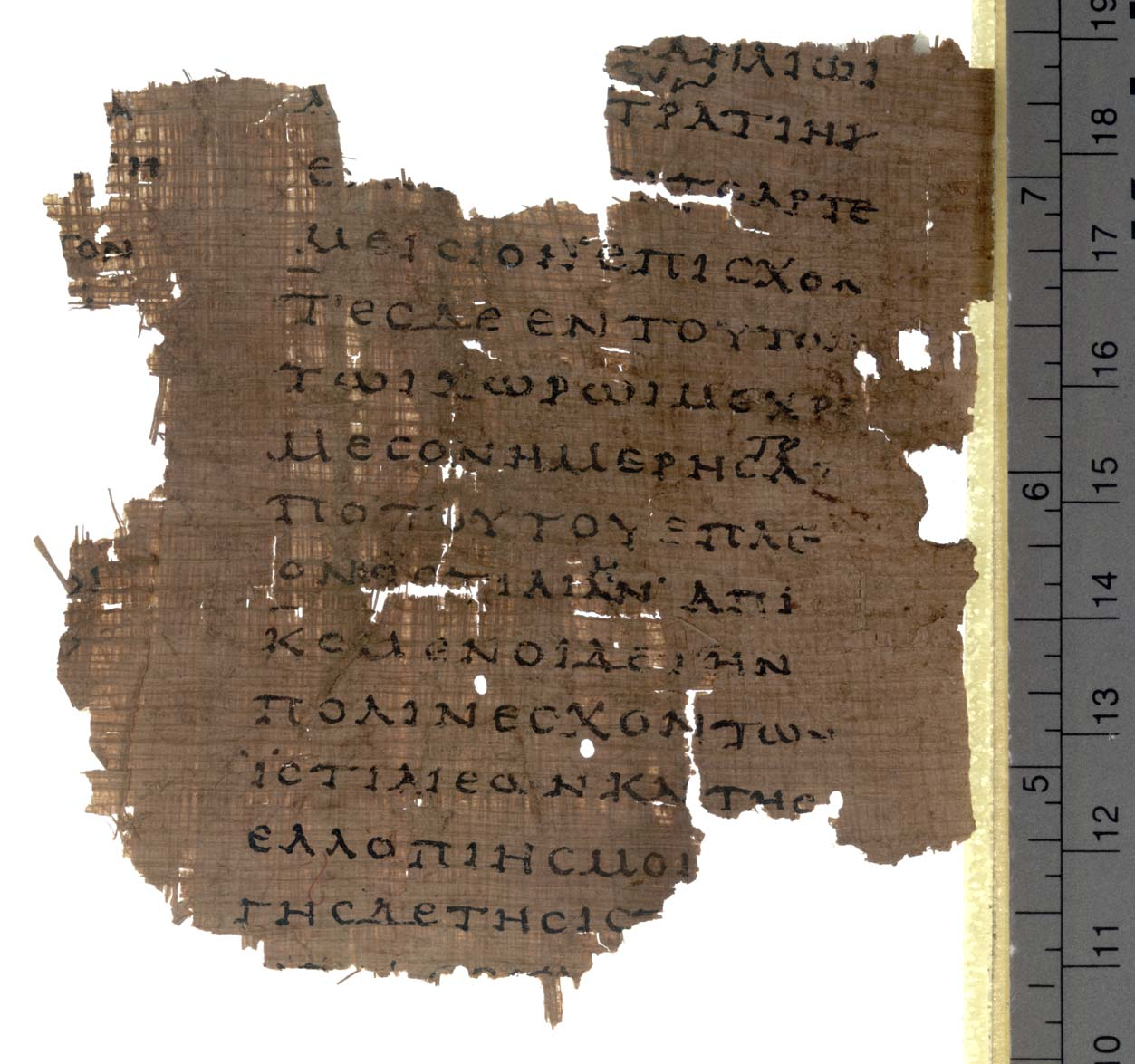
Frammento del Papiro di Ossirinco 2099 (datato alla prima parte del II secolo d.C.), contenente un brano delle Storie di Erodoto, Libro VIII.

Stele di Arbenta

Dopo l'invasione dorica, si costituirono vari gruppi di popoli. I popoli pregreci, erano definiti "Achei" ossia Ἀχαιοί, dominavano Mileto e Rodi prima dei Dori; nei testi Ittiti sono riportati come AKIWAWAI. Sino al Medioevo ellenico (IX-XVIII secolo) si hanno poche attestazioni scrittorie, rimangono di interesse delle pitture parietali in cui campeggiano le scene di caccia e guerra, temi epici frequenti anche in Omero. La civiltà omerica, le cui gesta degli eroi nei vari cicli epici, sicuramente era nota nei palazzi principali, ma mancava ancora la scrittura, tanto che infatti la prima edizione dei poemi omerici si ha con Pisistrato ad Atene, quando il tiranno fece portare nella Ionia materiali, probabilmente già perfettamente costituiti in blocchi narrativi dai rapsodi, che erano cantati nelle varie città.
In seguito alle invasioni doriche, giunsero anche i popoli degli Ioni e degli Eoli: i primi si stabilirono nella Ionia tra Atene e l'Eubea, in questa la città di Pitecusa, colonia della Magna Grecia, è una delle prime da cui si hanno attestazioni scrittorie di una nuova forma d'alfabeto, dalla coppa di Nestore del 775 a.C., e dalla città latina di Gabii nel Lazio nel 780 a.C.
Il cosiddetto alfabeto cipro-minoico ha delle attestazioni che vanno dall'XI secolo sino al III secolo a.C., ha segni ripresi dalla lineare A, usati poi nella B, con distinzione delle dentali, la scrittura è diversa, da destra verso sinistra, proseguendo in maniera bustrofedica, tuttavia non si ha ancora la distinzione di vocali lunghe e brevi, non si distinguono le sorde dalle sonore, le aspirate, la lineare B mostra delle differenze solo in base alla dentali, ci sono annotazioni sulle liquide e le sibilanti a fine sillaba e della parola stessa (PA-SI-LEU-SE βασιλεύς), sono presenti anche dei dittonghi.
Per quanto concerne la formazione dell'alfabeto greco antico classico, come lo si legge oggi, tutto iniziò con l'alfabeto cipriota, attestato sino al III secolo a.C., dall'VIII secolo si usavano 22 segni presi dall'alfabeto fenicio, composto da consonanti e qualche semivocale. Ad esempio il thet fenico, dentale velarizzato e faringalizzato, in greco divenne θ, dentale sorda e aspirata. Dal fenicio il greco adottò inizialmente anche le semivocali jod e wau (ossia il digamma ϝ); lo jod corrispondeva alla semivocale /j/ che poi divenne la vocale Ι, il digamma che era pronunciato in diverse forme, alla fine fu reso nel'ipsilon greco Υ, ma non sempre, in quanto in certi fenomeni fonetici si trasformò, oppure cadde in disuso lasciando al suo posto un allungamento di compenso, o talvolta, semplicemente senza lasciare traccia. Nell'alfabeto fenicio non esistevano le vocali, ad esempio la prima lettera dell'alfabeto aleph א era un'occlusiva sonora glottidale, per /e/ il fenicio usava lo stesso segno het, divenuta aspirata forte in greco solo nel VI secolo a.C.
Per la resa in greco dell'alfabeto fenicio, si usò il criterio acrofonico, al suono corrispondeva l'iniziale del nome di lettera alfabetica alef= α. Il greco dovette adattare, ma poi rimuovere, anche altre lettere fenicie come il koppa Ϟ (corrispondente a una /q/) e il sampi ϡ (una sorta di doppia π, usato alla fine per indicare il numero 900). Nonostante degli arcaismi riscontrabili in Erodoto, che nelle Storia parla dei diversi gruppi linguistici in Grecia, nel 403 a.C. può dirsi completato il processo di adattamento dell'alfabeto greco antico, ispirato a quello milesio (del gruppo "azzurro scuro" elaborato dallo studioso Kirchoff); sotto l'arcontato di Euclide e Arcitono ad Atene, si adottò ufficialmente questo alfabeto, che divenne il fondamento del dialetto ionico-attico. Il tragediografo Ecateo di Mileto in La presa di Mileto aveva attribuito a re Danao l'invenzione dell'alfabeto moderno, il quale era stato re di Argo, ma anche della Libia, personaggio ripreso anche da Eschilo nelle Supplici. In tutto l'alfabeto greco si compose di 24 lettere (17 consonanti, 5 vocali "brevi" e 2 vocali "lunghe").
L'alfabeto milesio tuttavia presentava delle eccezioni per quanto riguardava la resa dello iota e del sigma: iota era Ϟ nella zona di Corinto, e alcune altre attestazioni la mostrano come Σ ossia il sigma dell'alfabeto greco, mentre per il sigma essi usarono il san (Μ). Lo studioso Cassio fa l'esempio del termine ΑΞΙΟΣ, nell'alfabeto milesio così è scritto, ma in altre parti della Grecia, nella cerchia dell'alfabeto azzurro (attestato per le zone della Messenia, di Corinto, della Laconia e dell'Argolide), dovrebbe venire ΑΞΣΟΜ. Inoltre durante il processo di evoluzione alfabetico, e dei termini, non c'era ancora una netta distinzione tra i suoni di timbro /o/ e di timbro /e/, tanto che dall'indeuropeo /e/ in greco si hanno tre realizzazioni: Ε, ΕΙ dittongo lungo chiuso e infine la vocale lunga aperta Η.
In Attica per la tendenza ad allungare le vocali e i dittonghi, caratteristica configurativa di questo dialetto, dovettero essere usati anche i segni digrafi per differenziare i dittonghi dagli iati, nelle iscrizioni di Locri si sono trovati digrafi usati perfettamente, non usati quando erano esiti di contrazione, ma quando l'esito proveniva da un allungamento di compenso, cioè quando in un verbo come εἰμί, sapendo che in origine, insieme a molti altri sostantivi e verbi arcaici possedeva un sigma intervocalico *ἐσ-μι, questo cadeva, in questo caso davanti a nasale, e con tale caduta avveniva un recupero di tempo (si ricordi che il greco è una lingua fondata prevalentemente sulla musicalità e i tempi prosodici), e dunque avviene l'allungamento di compenso della vocale iniziale -ε in dittongo, per recuperare 1 dei 2 tempi originari.
Per la questione della /ɛ/ aperta, alla fine si introdusse in Attica la vocale lunga aperta Η, per convenienze simili all'introduzione finale nell'alfabeto, della vocale lunga Ω. Per l'uso dell'eta avvenne una sorta di crisi all'interno del sistema alfabetico, dato che questa vocale era inserita all'inizio di parola, e serviva soprattutto a indicare l'aspirazione di un termine, valore completamente perduto in posizione interna di parola, e in presenza di spirito dolce. Nelle colonie della Magna Grecia, soprattutto in Sicilia, si continuò ad usare l'aspirazione con l'eta, ma si usò il simbolo H con un tratto inframmezzato, posto in alto nella parola, presso la vocale aspirata, per caratterizzare l'aspirazione, tale segno poi si trasformò in quello oggi noto dello spirito dolce.
Più che altro questo segno primordiale venne usato nei casi di scriptio continua, come ad esempio nel termine ΑΙΔΙΜΟΣ*ΕΡΩΣ: con l'asterisco si indica la presenza di questo segno aspirato, presente anche nelle iscrizioni di Locri, che continuò a perdurare nelle colonie di Sicilia e Taranto sino al V secolo a.C., è ricorrente nei frammenti dei commediografi e mimi Epicarmo e Sofrone.

### Dialetti greci

Distribuzione dei dialetti greci in età classica, secondo Roger D. Woodard (2008)

La situazione dei dialetti greci dell'età del ferro è ovviamente molto più chiara e meglio conosciuta. Sin dalla fine del IX, inizio dell'VIII secolo a.C., i dialetti greci appaiono grosso modo divisi in cinque grandi gruppi:
- il dialetto ionico-attico: distaccatosi dal ceppo comune, per innovazioni fonetiche proprie probabilmente originarie delle arcaiche colonie dell'Asia Minore, intorno al 1000 a.C., si configura come un continuum di parlate che dalla Ionia micro-asiatica (area linguisticamente più innovativa), si irradia verso la Grecia centrale, in particolare l'Eubea e l'Attica (regione, quest'ultima, linguisticamente più conservativa);
- i dialetti greci occidentali, divisi a loro volta in:
  - dialetto dorico, estremamente conservativo, parlato nel sud del Peloponneso, a Creta, a Rodi, nelle Cicladi e nelle Sporadi Meridionali, nonché nelle arcaiche colonie della Doride, sempre in Asia Minore — enclavi doriche esistevano anche nella penisola calcidica e nella Doride della Grecia centrale;
  - dialetti del nord-occidentali, propri delle popolazioni dell'Elide, dell'Acaia, della Grecia centro-occidentale e dell'Epiro, sono caratterizzati da innovazioni fonetico-morfologiche e da fenomeni di intersezione fra l'area linguistica dorica e il dialetto eolico. Considerati "semibarbari" dagli stessi Greci.
- dialetto eolico, parlato in Tessaglia, in Beozia, in molte isole del mar Egeo settentrionale (fra cui Lesbo), nelle colonie dell'Eolide in Asia Minore, era diviso in due varianti: l'eolico occidentale (tessalo-beotico), più conservativo, e l'eolico orientale, rappresentato dal lesbico e dai dialetti della costa settentrionale dell'Asia Minore; tracce della presenza degli Eoli e del loro dialetto sono però ampiamente presenti anche nel nordovest del Peloponneso;
- dialetto arcado-cipriota, parlato in Arcadia e a Cipro, era il relitto dell'antico dialetto miceneo, ed era caratterizzato da tratti fortemente conservativi; si divideva nei due rami dell'arcadico e del cipriota.
- uno statuto a sé aveva il dialetto omerico; mai effettivamente parlato da alcuna popolazione, era la lingua standard della poesia epica e si basava sullo ionico mescolato a significativi apporti eolici, con la sopravvivenza di corposi relitti fonetici, morfologici e lessicali del dialetto miceneo.

Oltre a ciò, merita attenzione l'arrivo delle ultime 5 lettere nell'alfabeto greco, non presenti né nel fenicio né nel cipriota, ossia Υ Φ Χ Ψ Ω.
Insieme a ciò, i Greci scrissero in modo diverso gli altri suoni comuni ph - ch - ks - ps. Le varianti dell'alfabeto greco furono studiate nel 1887 da Adolph Kirchhoff, il quale creò delle carte geografiche di quattro gruppi di alfabeti greci: il rosso, il verde e l'azzurro chiaro-scuro.

### I gruppi colorati delle varianti dell'alfabeto greco antico
- Il gruppo verde (Creta, Ionia occidentale zona euboica, Ionia orientale zona di Chio e Teo), della parlata cretese, non aveva segni complementari
- Il gruppo azzurro scuro (Doride meridionale, Sparta, la Messenia, l'Argolide, Corinto), utilizzava Φ Χ Ψ con valore rispettivo di "ph-ch-ps-ks"
- L'azzurro chiaro (Epiro, Etolia presso la Doride nord occidentale) utilizzava Φ Χ con valore di "ph-ch", e mancavano segni specifici per "ps - ks", per cui si utilizzavano rispettivamente i digrammi ΦΣ ΧΣ
- Gruppo rosso (Eolia, Tessaglia, Beozia, Lesbo), che utilizzava Φ Χ Ψ col valore di "ph-ks-kh", mancava però il segno per "ps", generalmente espresso con ΦΣ.

Nel 403 a.C. la città d'Atene adottò ufficialmente l'alfabeto azzurro scuro (usando anche parti dell'alfabeto di Mileto), il quale sembrava più funzionale in quanto distingueva chiaramente le aperture e opposizioni delle vocali di timbro /e/ e /o/. La Ω, a cui fu attribuito il nome di ὦ (e, più tardi, con riferimento alla dimensione e non alla lunghezza, ὦ μέγα "o grande"), fu creata per distinguere graficamente la lunghezza prosodica della vocale O detta οὖ (e, più tardi, con riferimento alla dimensione e non alla lunghezza, ὂ μικρόν "o piccola"). Il nuovo grafema fu ottenuto aprendo il cerchio classico con il quale si rappresentava graficamente la omicron, e inserendo due appendici laterali. In casi però come a Paro e Taso, prima che venisse adottato l'alfabeto attico, l'oméga venne usata per indicare la vocale chiusa, mentre la omicron per indicare l'aperta.

### I grammatici greci antichi
Studiosi della lingua e della sintassi, il movimento degli studiosi si sviluppò durante l'epoca alessandrina, quando ad Alessandria d'Egitto si costituì la famosa biblioteca. Il grammatico inizialmente, seguendo i precetti di Platone e Aristotele, era visto come uno specialista filosofo concentrato sulle forme della lingua, prendendo in esame i classici, come Omero, Esiodo, i lirici e i tragediografi.

## Fonetica e ortografia
L'alfabeto greco era composto di ventiquattro lettere, di uso comune, più alcuni segni caduti in disuso in età arcaica come segni fonetici, e rimasti nella compitazione scritta dei numerali.
Qui di seguito sono elencate le lettere dell'alfabeto greco ionico, che a partire dalla Ionia micro-asiatica venne soppiantando gli antichi alfabeti locali (alfabeti epicorici), dalla seconda metà del VI secolo a.C.:
- maiuscole: Α Β Γ Δ Ε Ζ Η Θ Ι Κ Λ Μ Ν Ξ Ο Π Ρ Σ Τ Υ Φ Χ Ψ Ω
- minuscole: α β γ δ ε ζ η θ ι κ λ μ ν ξ ο π ρ σ (ς in fine di parola) τ υ φ χ ψ ω
- denominazione corrente italiana: alpha, beta, gamma, delta, èpsilon, zeta, eta, theta, iota, kappa, lambda, mi, ni, csi, omicron, pi, rho, sigma, tau, ypsilon, phi, chi, psi, omèga.
- valore fonetico:  /a - aː/  /b/  /ɡ/  /d/  /e/  /ʣ/  /ɛː/ /tʰ/  /i - iː/  /k/  /l/  /m/  /n/  /ks/  /o/  /p/  /r/  /s/  /t/  /y - yː/  /pʰ/  /kʰ/  /ps/  /ɔː/

| Lettera | Tras.                    | Nome     | Nome              | Nome            | Nome                         | Nome                      | Nome                      | Valore fonetico                                      | Valore fonetico                                      | Val. num. | Lettera ebraica corrisp.         | Entità HTML         |
| Lettera | Tras.                    | Greco    | Greco             | Greco           | Trascrizione tradizionale    | Trascrizione IPA del nome | Trascrizione IPA del nome | Valore fonetico                                      | Valore fonetico                                      | Val. num. | Lettera ebraica corrisp.         | Entità HTML         |
| Lettera | Tras.                    | classico | bizantino         | moderno         | Trascrizione tradizionale    | classica                  | moderna                   | classico                                             | moderno                                              | Val. num. | Lettera ebraica corrisp.         | Entità HTML         |
| ------- | ------------------------ | -------- | ----------------- | --------------- | ---------------------------- | ------------------------- | ------------------------- | ---------------------------------------------------- | ---------------------------------------------------- | --------- | -------------------------------- | ------------------- |
| Α α     | a                        | ἄλφα     | ἄλφα              | άλφα            | alpha (o alfa)               | [ˈalpʰa]                  | [ˈalfa]                   | [a] o [aː]                                           | [a]                                                  | 1         | א 'aleph                         | &Alpha; &alpha;     |
| Β β     | b                        | βῆτα     | βῆτα              | βήτα            | beta                         | [ˈbɛːta]                  | [ˈvita]                   | [b]                                                  | [v]                                                  | 2         | ב beth                           | &Beta; &beta;       |
| Γ γ     | g                        | γάμμα    | γάμμα             | γάμα            | gamma                        | [ˈɡamma]                  | [ˈɣama]                   | [ɡ], [ŋ] davanti a consonante velare                 | [j] prima di [ɛ] o [i]; altrimenti [ɣ]               | 3         | ג gimel                          | &Gamma; &gamma;     |
| Δ δ     | d                        | δέλτα    | δέλτα             | δέλτα           | delta                        | [ˈdelta]                  | [ˈðɛlta]                  | [d]                                                  | [ð]                                                  | 4         | ד dalet                          | &Delta; &delta;     |
| Ε ε     | e                        | εἶ       | ἒ ψιλόν, ἔψιλον   | έψιλον          | epsilon                      | [eː]                      | [ˈɛpsilɔn]                | [e]                                                  | [ɛ]                                                  | 5         | ה he                             | &Epsilon; &epsilon; |
| Ζ ζ     | z                        | ζῆτα     | ζῆτα              | ζήτα            | zeta*                        | [ˈzdɛːta, ˈʣɛːta]         | [ˈzita]                   | in origine [zd], poi [dz] e in seguito [z]           | [z]                                                  | 7         | ז zajin                          | &Zeta; &zeta;       |
| Η η     | ē (nota: quantità lunga) | ἦτα      | ἦτα               | ήτα             | eta                          | [ˈɛːta]                   | [ˈita]                    | [ɛː]                                                 | [i]                                                  | 8         | ח heth                           | &Eta; &eta;         |
| Θ θ     | th                       | θῆτα     | θῆτα              | θήτα            | theta (o teta)               | [ˈtʰɛːta]                 | [ˈθita]                   | [tʰ], poi [θ]                                        | [θ]                                                  | 9         | ט teth                           | &Theta; &theta;     |
| Ι ι     | i                        | ἰῶτα     | ἰῶτα              | γιώτα, ιώτα     | iota                         | [iˈɔːta]                  | [ˈjɔta]                   | [i] o [iː]                                           | [i], [j]                                             | 10        | י jodh                           | &Iota; &iota;       |
| Κ κ     | k                        | κάππα    | κάππα             | κάπα            | kappa* (o cappa)             | [ˈkappa]                  | [ˈkapa]                   | [k]                                                  | [k]                                                  | 20        | ך כ kaph                         | &Kappa; &kappa;     |
| Λ λ     | l                        | λάβδα    | λάμβδα            | λάμδα           | lambda                       | [ˈlabda]                  | [ˈlamða]                  | [l]                                                  | [l]                                                  | 30        | ל lamed                          | &Lambda; &lambda;   |
| Μ μ     | m                        | μῦ       | μῦ                | μι, μυ          | mi (o my, mu)                | [myː]                     | [mi]                      | [m], [ɱ] davanti a consonante fricativa labiodentale | [m], [ɱ] davanti a consonante fricativa labiodentale | 40        | ם מ mem                          | &Mu; &mu;           |
| Ν ν     | n                        | νῦ       | νῦ                | νι, νυ          | ni (o ny, nu)                | [nyː]                     | [ni]                      | [n]                                                  | [n]                                                  | 50        | ן נ nun                          | &Nu; &nu;           |
| Ξ ξ     | x                        | ξεῖ      | ξῖ                | ξι              | xi                           | [kseː]                    | [ksi]                     | [ks]                                                 | [ks]                                                 | 60        | ס samekh                         | &Xi; &xi;           |
| Ο ο     | o                        | οὖ       | ὂ μικρόν, ὄμικρον | όμικρον, όμικρο | omicron (o omikron)          | [oː]                      | [ˈɔmikrɔn, ˈɔmikrɔ]       | [o]                                                  | [ɔ]                                                  | 70        | ע `ajin                          | &Omicron; &omicron; |
| Π π     | p                        | πεῖ      | πῖ                | πι              | pi*                          | [peː]                     | [pi]                      | [p]                                                  | [p]                                                  | 80        | ף פ pe                           | &Pi; &pi;           |
| Ρ ρ     | r                        | ῥῶ       | ῥῶ                | ρο, ρω          | rho (o ro)                   | [r̥ɔː]                     | [rɔ]                      | [r] ([r̥] iniziale)                                   | [r]                                                  | 100       | ר reš                            | &Rho; &rho;         |
| Σ σ     | s                        | σῖγμα    | σῖγμα             | σίγμα           | sigma                        | [ˈsiːɡma]                 | [ˈsiɣma]                  | [s]                                                  | [s]                                                  | 200       | ש šin                            | &Sigma; &sigma;     |
| ς       | s                        | σῖγμα    | σῖγμα             | σίγμα           | sigma (finale)               | [ˈsiːɡma]                 | [ˈsiɣma]                  | [s]                                                  | [s]                                                  | 200       | ש šin                            | &sigmaf;            |
| Τ τ     | t                        | ταῦ      | ταῦ               | ταυ             | tau                          | [tau]                     | [taf]                     | [t]                                                  | [t]                                                  | 300       | ת tav                            | &Tau; &tau;         |
| Υ υ     | y                        | ὗ        | ὖ ψιλόν, ὕψιλον   | ύψιλον, ύψιλο   | upsilon (hypsilon, ipsilon*) | [hyː]                     | [ˈipsilɔn, ˈipsilɔ]       | [y] o [yː] ([hyː] o [hy] iniziale)                   | [i]                                                  | 400       | ו vav                            | &Upsilon; &upsilon; |
| Φ φ     | ph oppure f              | φεῖ      | φῖ                | φι              | phi (o fi)                   | [pʰeː]                    | [fi]                      | [pʰ], poi [f]                                        | [f]                                                  | 500       | origine incerta, vedere articolo | &Phi; &phi;         |
| Χ χ     | ch                       | χεῖ      | χῖ                | χι              | chi                          | [kʰeː]                    | [çi]                      | [kʰ], poi [x]                                        | [ç] prima di [ɛ] o [i]; altrimenti [x]               | 600       | origine incerta, vedere articolo | &Chi; &chi;         |
| Ψ ψ     | ps                       | ψεῖ      | ψῖ                | ψι              | psi                          | [pseː]                    | [psi]                     | [ps]                                                 | [ps]                                                 | 700       | origine incerta, vedere articolo | &Psi; &psi;         |
| Ω ω     | ō (quantità lunga)       | ὦ        | ὦ μέγα            | ωμέγα           | omega                        | [ɔː]                      | [ɔˈmɛɣa]                  | [ɔː]                                                 | [ɔ]                                                  | 800       | ע `ajin                          | &Omega; &omega;     |

* Poiché i nomi di queste lettere sono omofoni dei nomi italiani di altrettante lettere dell'alfabeto latino (K, P, Y, Z), il loro nome è spesso seguito dall'aggettivo "greco", specie quando le lettere sono usate in ambito extralinguistico (formule matematiche, ecc.).

## Mutamenti di vocali

### Contrazione
La contrazione è un fenomeno interno alla parola, molto diffuso, tende a ridurre la frequenza degli iati (o anche dittonghi lunghi impropri), si tratta infatti della fusione di due vocali aspre adiacenti, o di vocale aspra e con dittongo, che formano così un'unica vocale, sempre lunga o anche dittongo.
Lo iato è conservato raramente, nei casi dei bisillabi (θεός), o anche quando la scomparsa di *w (waw, detto anche digamma ϝ), che ha prodotto la vicinanza di due vocali aspre, è così recente che la contrazione non ha più avuto luogo, come nell'esempio*γλυκεϝος > γλυκεός. Nella contrazione delle vocali, è determinante sempre quella precedente - sempre posto che essa sia lunga- altrimenti avviene il contrario, e se accentata, questo se acuto diventa circonflesso, salvo alcuni casi. Questi esiti sono di grande importanza per comprendere la trasformazione sia dei sostantivi nella declinazione, che gli esiti delle diverse coniugazioni dei tempi verbali, dato che esistono, anche in base al dialetto di pertinenza (si ricordino la declinazione attica, il futuro dorico, il futuro attico), chiari fenomeni di contrazione, per via dei processi storici di trasformazione del participio, o dell'incontro della vocale tematica del tema verbale + la desinenza, o dell'unione semplice, per i tempi storici quali l'aoristo III o il piuccheperfetto, con la semplice desinenza.
Gli esiti sono:
- ε+ε = ει (*κοσμέ+ετε > κοσμεῖτε)
- ε+ει = ει (*κοσμέ+ειν > κοσμεῖν)
- ε+η = η (*κοσμέητε > κοσμῆτε)
- η+ε = η (*ζήετε > ζῆτε)
- η+η = η (*θήητε = θῆτε)
- ο+ο = ου (*δουλόομεν > δουλοῦμεν)
- ο+ου = ου (*δουλόουσα > δουλοῦσα)
- ο+ω > ω (δουλόωμεν > δουλῶμεν)
- ω+ο = ω (*ῥιγώομεν > ῥιγῶμεν)
- ω+ω = ω (*γνώωμεν > γνῶμεν)

Incontri misti di ᾱ (alfa lungo) con vocali ed ε + α:
- α+ε = ᾱ (*σιγάετε > σιγᾶτε)
- α+ει = ᾱ (*σιγάειν > σιγᾶν)
- α+η = ᾱ (*σιγάητε - congiuntivo presente contratto II persona plurale, come sopra > σιγᾶτε)
- ε+α = η (*γένεα > γένη - Nominativo, accusativo e vocativo neutri plurali di γένος)
- η+α > η (*ἦα > ἦ forma contratta dell'imperfetto)

Altri incontri misti:
- α+ο > ω (*σιγάομεν > σιγῶμεν)
- α+ου > ω (*σιγάουσα > σιγῶσα - nominativo contratto del participio presente femminile di σιγάω)
- α+ω = ω (*σιγάωμεν > σιγῶμεν, come sopra, I persona plurale attiva del presente contratto di σιγάω, si attesta anche la forma normale prima indicata)
- ε+ω = ω (*κοσμέωμεν > κοσμῶμεν - stesse regole di sopra, è attestata anche la forma normale, non per forza contratta)
- η+ο = ω (*ζήομεν > ζῶμεν)
- η+ου = ω (*ζήουσα > ζῶσα)
- η+ω = ω (*θήωμεν > θῶμεν)
- ο+α = ω (*βελτίοσα > βελτίοα - caduta di sigma intervocalico > βελτίω)
- ο+η = ω (*δουλόητε > δουλῶτε)
- ω+α = ω (*ἤρωα > ἤρω)
- ω+ει > ω (*ῥιγώειν > ῥιγῶν, ει è vocale chiusa di timbro)
- ω+η = ω (*γνώητε > γνῶτε
- ο+ε = ου (*δουλόετε > δουλοῦτε)
- ο+ει = ου (*δουλόειν > δουλοῦν - qui ει è una vocale lunga chiusa di timbro /e/ - la resa contratta è uguale al nominativo neutro del participio presente attivo)
- ε+ο = ου (*κοσμέομεν > κοσμοῦμεν)
- ε+ου = ου (*κοσμέουσι > κοσμοῦσι)
- α+ᾳ = ᾳ (*μνάᾳ > μνᾷ dativo singolare contratto di μνᾶ 1° declinazione)
- α+ει = ᾳ (*σιγάεις > σιγᾷς II persona singolare attiva presente contratta di σιγάω)
- α+ῃ = ᾳ (*σιγάῃς > σιγᾷς stesso esito, solo che è la II singolare del congiuntivo presente)
- α+οι = ῳ (*σιγάοιμεν > σιγῷμεν - I persona plurale attiva del presente ottativo)
- ε+ᾳ = ῃ (*συκέᾳ > συκῇ)
- ε+αι = ῃ (*λύεαι > λύῃ)
- ε+ει = ει (*κοσμέις > κοσμεῖς)
- ε+οι = οι (*κοσμέοιτε > κοσμοῖτε)
- ο+οι = οι (*δουλόοιτε > δουλοῖτε)
- ο+ει = οι (*δουλόεις > δουλοῖς - ει qui è un dittongo - contrazione della II persona singolare attiva del presente indicativo)
- ο+ῃ = οι (*δουλόῃς > δουλοῖς - II persona singolare attiva del presente ottativo, che è identica, insieme al resto della coniugazione, all'indicativo).

#### Leggi di contrazione
La contrazione avviene secondo le seguenti leggi:
1. La contrazione di due vocali di suono uguale dà luogo alla vocale lunga corrispondente fatta eccezione per i gruppi ε + ε che dà ει e ο + ο che dà ου.
2. Se due vocali di suoni diverso si incontrano vince la vocale con suono più cupo (il suono cupo -Ο- vince sul suono medio -Α- e chiaro -Ε- nella forma lunga ω). Fanno eccezione i gruppi -ε + ο- ed -ο + ε- che danno il dittongo ου come risultato.
3. Tra suono medio -Α- e il suono chiaro -Ε- prevale sempre quello che precede nella forma lunga (ᾱ, η).
4. Nell'incontro tra una vocale e un dittongo:
  - se la vocale che precede ha suono uguale a quello del primo elemento del dittongo scompare senza lasciare traccia;
  - se la vocale che precede è diversa dal primo elemento del dittongo essa si contrae regolarmente con la prima vocale del dittongo. Il secondo elemento se è iota ascritto si sottoscrive mentre se è iota sottoscritto resta tale. Se il secondo elemento è -υ- scompare.

A queste regole ci sono alcune eccezioni, le più importanti sono:
- in alcune parole non si verifica la contrazione per l'antica presenza di un digamma Ϝ intervocalico che ha impedito l'incontro tra le vocali;
- in alcuni casi si è preferito seguire invece che la regola della contrazione, la legge dell'analogia con altre forme aventi il medesimo valore grammaticale.

#### L'accento nella contrazione
L'accentazione delle sillabe contratte obbedisce alle seguenti regole:
1. se la prima vocale da contrarre porta l'accento, la sillaba contratta ha l'accento circonflesso;
2. se l'accento cade sulla seconda vocale da contrarre la sillaba contratta ha l'accento acuto; se però l'ultima sillaba è breve e la sillaba contratta e accentata è la penultima, l'accento deve essere circonflesso ("legge del trocheo finale");
3. se non c'è accento né sulla prima né sulla seconda sillaba da contrarre, la sillaba contratta non porta accento.

Se lo iato avviene tra due parole di cui la prima finisce e la seconda inizia per vocale, esso si può evitare mediante:
- elisione (ἔκθλιψις), cioè la caduta della vocale finale breve davanti alla vocale iniziale della parola seguente. Si verifica soprattutto quando si tratta della vocale finale di avverbi, di congiunzioni e di preposizioni bisillabe. La vocale υ non si elide mai mentre è rarissima l'elisione di un dittongo. Il segno dell'elisione è l'apostrofo. Nelle parole composte l'elisione potrebbe essere interna e quindi non segnalata dall'apostrofo. Se per effetto dell'elisione una consonante tenue entra in contatto con una vocale iniziale con spirito aspro, la consonante tenue si muta nella corrispondente aspirata. Per quanto riguarda l'accento se viene elisa una parola baritona (cioè senza accento sull'ultima sillaba) la posizione dell'accento resta immutata. Se invece la parola elisa è ossitona l'accento si sposta sulla sillaba precedente. Se però si tratta di preposizioni o congiunzioni ossitone oppure delle enclitiche τινα e ποτε nella forma elisa queste perdono l'accento;
- aferesi (ἀφαίρεσις), una forma di elisione inversa (usata soprattutto dai poeti attici e talvolta nelle iscrizioni) per cui dopo una parola uscente in vocale lunga o dittongo si sopprime la vocale breve iniziale della parola che segue. Anche l'aferesi è indicata dall'apostrofo. È frequente con la voce ἐστι dopo la particella negativa μή, dopo la congiunzione disgiuntiva ἤ e dopo ποῦ.
- crasi (κρᾶσις), cioè la contrazione di una vocale aspra finale con la vocale aspra iniziale della parola seguente. Il risultato della crasi è sempre una vocale lunga o un dittongo. La fusione dei due suoni avviene, salvo eccezioni, secondo le regole generali della contrazione. Il segno della crasi è la coronide, che è simile a uno spirito dolce e si scrive sulla vocale o sul dittongo risultante dalla contrazione. Quando il primo elemento della crasi è un articolo o un pronome relativo non si segna la coronide ma si lascia lo spirito aspro. Inoltre le parole risultanti dalla crasi generalmente mantengono l'accento della seconda delle due parole che si sono fuse. Se la parola che risulta dalla crasi termina con un trocheo (— ᑌ) e l'accento deve cadere sulla penultima sillaba, di solito prevale la legge del trocheo finale e l'accento è circonflesso. Per evitare lo iato tra la vocale finale di una parola e la vocale o il dittongo iniziale di quella che segue in alcuni casi si verifica la paragoge ossia l'aggiunta di una consonante (ν, ς mobile) alla fine della prima parola. La crasi avviene soprattutto quando la prima parola è:
  - un articolo: ὁ, ἡ, τό;
  - un pronome relativo: ὅς, ἥ, ὅ;
  - un pronome relativo-indefinito: ὅστις, ἥτις, ὅτι;
  - un pronome personale;
  - la congiunzione καί;
  - la preposizione πρό nei verbi con essa composti;
  - le particelle εἰ, ἦ, μή, τοί, μέντοι;
  - l'interiezione ὦ;
  - le forme χρῆναι (= esserci bisogno), χρῆν (= c'era bisogno), χρῆσται (= ci sarà bisogno) in uso nell'attico derivano da un'originaria crasi di χρὴ εἶναι, χρὴ ἦν, χρὴ ἔσται;
  - le forme θἄτερα e χἄτερα (che stanno per τὰ ἕτερα e καὶ ἕτερα) risultano da un'antica forma dorica ἅτερος equivalente all'attico ἕτερος;

### Metatesi, sincope, apocope, protesi
La metatesi quantitativa (μετάθεσις) è lo scambio di quantità (cioè durata) che talvolta può avvenire tra due vocali vicine. Tale fenomeno in attico si riscontra soprattutto nei gruppi ηᾰ → εᾱ e ηο → εω.
La sincope (συγκοπή) è la caduta di una vocale tra due consonanti in corpo di parola.
L'apocope (ἀποκοπή) è la caduta della vocale finale breve davanti a parola che incomincia per consonante. Tale fenomeno è raro presso gli attici e si trova esclusivamente in poesia; provocando l'incontro tra due consonanti dà luogo a vari mutamenti fonetici.
La protesi (πρόθεσις) è il fenomeno per cui in certi casi, per ragioni di eufonia, viene aggiunto un suono vocalico o consonantico in principio di parola.

### Apofonia
L'apofonia, ovvero la gradazione o alterazione vocalica, è il fenomeno fonetico per cui la vocale di una stessa radice subisce delle variazioni:
- di quantità,
- di timbro.

Mentre l'apofonia quantitativa è propria del greco, la qualitativa è originaria della lingua indoeuropea e consiste in un vero e proprio mutamento di vocale. Per comprendere il mutamento va ricordato che una radice può avere tre gradi:
- medio (o normale),
- forte (o pieno),
- debole (o ridotto).

L'apofonia qualitativa è quindi proprio il passaggio tra un grado e l'altro che si indica di solito con il nome di vocalismo medio, forte, debole. Non tutti e tre le radici hanno tutte e tre i gradi, e non sempre i fenomeni di apofonia obbediscono a leggi fisse. Le alterazioni frequenti sono tuttavia queste:
| MEDIO  | FORTE | DEBOLE |
| ------ | ----- | ------ |
| ε      | ο     | - (ᾰ)  |
| η      | ω     | ε      |
| ει     | οι    | ῐ      |
| ευ     | ου    | υ      |
| η (<ᾱ) | ω     | ᾰ      |
| ο      | ω     | α      |

Va notato che quando il grado medio contiene il suono -ε- il grado debole (o ridotto) può essere dato:
- dal secondo elemento del dittongo che eventualmente compone il grado medio;
- dalla scomparsa della vocale -ε- (caso in cui l'apofonia prende il nome di "grado zero");
- da -ᾰ- qualora la -ε- del grado medio sia preceduta da consonante e seguita da liquida (λ, ρ) o nasale (μ, ν).

La presenza di tale -α- nel grado debole si spiega con il fenomeno della cosiddetta vocalizzazione della liquida o della nasale: poiché nel grado zero, caduta la -ε-, la liquida o la nasale preceduta da consonante non si potevano più pronunciare agevolmente si produsse il suono vocalico -α-, che si affiancò a -λ, μ, ρ- e si sostituì a -ν-.
Si ebbero dunque i seguenti passaggi:
- λ > αλ, λα
- ρ > αρ, ρα
- μ > αμ
- ν > α

La -ν- si vocalizza in -α- specialmente quando ha funzione di desinenza.
Il fenomeno della vocalizzazione delle liquide e delle nasali si spiega col fatto che nell'antico indoeuropeo le liquide e le nasali poiché molto sonore erano considerati come suoni intermedi fra consonante e vocale. Poiché però non era agevole per i greci articolare queste liquide-vocali e nasali-vocali, qualora forse precedute da consonante, in ionico-attico esse diedero luogo al suono vocalico -α-.
Analogamente l'alfa privativa greca deriva dall'indoeuropea -ת-.

## Mutamenti di consonanti
I fenomeni fonetici più importanti che interessano i suoni consonantici sono:
- assimilazione, dissimilazione, eliminazione;
- sincope, epentesi, metatesi, paragoge.

### Assimilazione, dissimilazione, eliminazione
I mutamenti fonetici determinati dall'incontro di consonanti sono dovuti per lo più a ragioni di eufonia e si distinguono in:
- assimilazione: se nella stessa parola si incontrano due consonanti diverse, l'una diventa uguale all'altra (assimilazione totale) oppure si muta in consonante simile all'altra (assimilazione parziale);
- dissimilazione: se nella stessa parola s'incontrano due suoni uguali o di stessa natura, si rendono distinti mediante la modificazione di uno di essi. Per quanto riguarda le aspirate importante è la legge di Grassmann (così chiamata dal grammatico che la formulò) secondo la quale se in due sillabe successive della medesima parola si trovano due aspirate, la prima si trasforma nella tenue corrispondente. Se la prima aspirazione è costituita da uno spirito aspro questo si muta in dolce. Eccezioni a questa legge è nel caso in cui le due aspirate non appartengono alla medesima serie gutturale, labiale o dentale;
- eliminazione: avviene quando uno o più suoni consonanti si eliminano, cioè cadono, o senza lasciare traccia, o provocando l'allungamento di compenso della vocale precedente.

Di seguito sono elencati i più notevoli e frequenti fenomeni di assimilazione, dissimilazione ed eliminazione che riguardano consonanti, declinazioni di nomi, coniugazioni di verbi e la formazione delle parole. Esse sono divise a seconda delle categorie di consonanti.

#### Mute gutturali (κ, γ, χ)
Gutturale davanti a dentale di grado diverso si assimila assumendo il grado della dentale:
- κ, γ, χ + τ = κτ.
- κ, γ, χ + δ = γδ.
- κ, γ, χ + θ = χθ.

Eccezionalmente la preposizione ἐκ (da) mantiene immutata la κ davanti a consonante mentre la muta in ξ davanti a vocale.
Le gutturali κ e χ davanti a μ si mutano in γ:
- κ, γ, χ + μ = γμ.

Gutturale davanti a σ resta o diventa tenue e si fonde nella consonante doppia ξ:
- κ, γ, χ + σ = ξ.

#### Mute labiali (π, β, φ)
Labiale davanti a dentale di grado diverso si assimila assumendo il grado della dentale:
- π, β, φ + τ = πτ.
- π, β, φ + δ = βδ.
- π, β, φ + θ = φθ.

Labiale davanti a -μ- si assimila:
- π, β, φ + μ = μμ.

Labiale davanti a -σ- resta o diventa tenue e si fonde nella consonante doppia -ψ-:
- π, β, φ + σ = ψ.

#### Mute dentali (τ, δ, θ)
Dentale davanti a dentale si assibila (cioè diventa sigma σ per dissimilazione):
- τ, δ, θ + τ = στ.
- τ, δ, θ + δ = σδ.
- τ, δ, θ + θ = σθ.

Dentale davanti a -μ- si assibila:
- τ, δ, θ + μ = σμ.

Dentale davanti a σ o κ cade senza lasciare traccia (eliminazione).
I gruppi ντ o νδ o νθ davanti a -σ- cadono (eliminazione) provocando l'allungamento di compenso della vocale precedente.

#### Nasali (ν, μ)
La nasale -ν- davanti al labiale si muta in -μ- (assimilazione):
- ν + π = μπ.
- ν + β = μβ.
- ν + φ = μφ.

La nasale -ν- davanti a gutturale si muta in -γ- (assimilazione della nasale dentale nella nasale gutturale):
- ν + κ = γκ.
- ν + γ = γγ.
- ν + χ = γχ.
- ν + ξ = γξ.

Vi è come eccezione che quando -ν- si trova davanti a gutturale seguita da altra consonante, non si muta in -γ-, ma cade, per evitare il succedersi di tre consonanti.
La nasale -ν- e -μ- davanti a -σ- o si assibilano (diventando -σ-) oppure si eliminano, provocando l'allungamento di compenso:
- ν + σ = σσ.
- μ + σ = σ.

La nasale -ν- cade senza lasciare traccia nei dativi plurali della 3ª declinazione e quando -σ- è seguito da consonante.
La nasale -ν- davanti alle liquide si assimila mentre davanti a -μ- o si assimila o si assibila:
- ν + λ = λλ.
- ν + ρ = ρρ.
- ν + μ = μμ / σμ.

La preposizione -σύν- (con) può mantenere invariata la -ν- davanti a -ρ-.
La nasale -μ- davanti a liquida si è mutata in -β- mentre davanti a -τ- si muta in -ν-:
- μ + λ = βλ.
- μ + ρ = βρ.
- μ + τ = ντ.

La nasale -μ- in fondo di parola si muta in -ν-.

#### Sibilante (σ, ς)
All'inizio di parola si è verificato spesso la caduta del sigma iniziale di cui è rimasta traccia nello spirito aspro sulla vocale seguente.
All'interno di parola il σ cade sia se è intervocalico, sia se interconsonantico, sia se seguito da altra σ. Il sigma intervocalico non cade nel futuro e nell'aoristo sigmatici, perché costituisce la caratteristica del suffisso temporale. Nelle terminazioni -σις, -σιος, -σια precedute da vocale il sigma intervocalico non è caduto, perché deriva da un originario τ.
Se invece il σ sta dopo λ, μ, ν, ρ cade con allungamento di compenso. In età posteriore σ dopo λ e ρ è rimasto inalterato oppure si è assimilato. Se invece il σ è davanti a μ o ν esso cade con allungamento di compenso. In età posteriore la sibilante nei gruppi σμ, σν si è assimilata.

#### Antica semiconsonante jod
Lo jod (semiconsonante /j/) sparì dalla pronuncia prima ancora che fosse adottato un grafema che potesse rappresentarlo: gli unici indizi della sua esistenza sono costituiti dai mutamenti fonetici provocati dalla sua scomparsa, elencati di seguito.
A inizio di parola ha solitamente (ma non sempre) lasciato lo spirito aspro: *jίjημι > ἵημι
Lo jod intervocalico è invece caduto senza lasciare traccia.
Lo jod preceduto da α, ε, ο si è vocalizzato in ι, mentre quello preceduta da ι, υ è caduto provocando allungamento di compenso.
Lo jod preceduto da consonante ha determinato vari mutamento fonetici, di cui i più importanti:
- τ, θ + j = in attico: -σ-. / in altri dialetti: -σσ-.
- δ, γ + j = ζ.
- κ, γ, χ + j = σσ (ττ).
- λ + j = λλ.
- π. φ + j = πτ.
- αν, εν, ῐν, ῠν + j = αιν, ειν, ῑν, ῡν.
- αρ, ερ, ῐρ, ῠρ + j = αιρ, ειρ, ῑρ, ῡρ.

I gruppi αιν, ειν, αιρ, ειρ risultano dalla vocalizzazione di j in ι e dalla successiva metatesi, per cui ι, internandosi, ha formato dittongo con la vocale del tema (ανj > ανι > αιν, ecc.).

#### Antica semiconsonante ϝ
La semiconsonante /w/, notata con il grafema ϝ detto digamma, subì una sorte analoga allo jod (vedi supra), ma si conservò in alcuni dialetti come il dorico. Al pari dello jod, la sua perdita nella pronuncia diede luogo ad alcune modifiche fonetiche.
In posizione iniziale ha talvolta lasciato lo spirito aspro, ma spesso scompare (come quando è intervolcalico) senza lasciare traccia: ϝεσπέρα > ἑσπέρα, ϝοῖνος > οἶνος.
Il digamma davanti a consonante o in fine di parola si è vocalizzato in -υ-. Interessanti sono inoltre le derivazioni del gruppo consonantico τ + ϝ:
- τϝ = iniziale > σ. / interno > σσ.

### Sincope, epentesi, metatesi, paragoge
Si ha sincope (συγκοπή) quando, per ragioni eufoniche, cade un'intera sillaba nell'interno di parole.
Si ha epentesi (ἐπένθεσις) quando avviene il fenomeno contrario cioè quando fra due consonanti della medesima natura se ne inserisce, per ragioni eufonetiche, una terza. Così per facilitarne la pronuncia nei gruppi -μρ, μλ- si inserisce un -β- mentre nel gruppo -νρ- si inserisce un -δ-.
Si ha metatesi (μετάθεσις) quando per ragioni eufoniche, in una stessa parola avviene la trasposizione di due suoni vicini o lontani. Si può definire metatesi dell'aspirazione quando in una parola scompare una consonante aspirata (perché si è fusa con sigma in una consonante doppia: es. χ + σ = ξ; φ + σ = ψ), l'aspirazione passa nella sillaba iniziale. Si muta in aspirata l'eventuale tenue (τ > θ), si muta in aspro l'eventuale spirito dolce.
Si ha paragoge (παραγωγή) quando si aggiunge una consonante finale a una parola che termina per vocale, quando anche la parola seguente incomincia per vocale. Tali consonanti si dicono mobili e sono:
- Il ν eufonico o efelcistico (ἐφελκυστικόν) che comporta, quando segue un forte segno di interpunzione oppure una parola che incomincia per vocale, nei seguenti casi:
  - nei dativi plurali della 3ª declinazione e nei locativi in -σι;
  - nella 3ª persona singolare dei verbi, quando termina in -ε;
  - nella 3ª persona singolare e plurale dei verbi, quando termina in -σι;
  - nella 3ª persona singolare e plurale del presente indicativo di εἰμι (ἐστιν, εἰσιν) e nelle parole: εἴκοσιν (venti), πέρυσιν (l'anno passato).
- Il ς mobile, che si aggiunge alle parole: οὕτω (così), μέχρι, ἄχρι (fino a), che diventano: οὕτως, μέχρις, ἄχρις. Bisogna notare bene che si verifica pure una paragoge nella preposizione ἐκ (da), che diventa ἐξ davanti a vocale; e nella negazione οὐ (non), che diventa οὐκ davanti a vocale con spirito dolce, οὐχ davanti a vocale con spirito aspro.

## Accento: acuto, grave, circonflesso

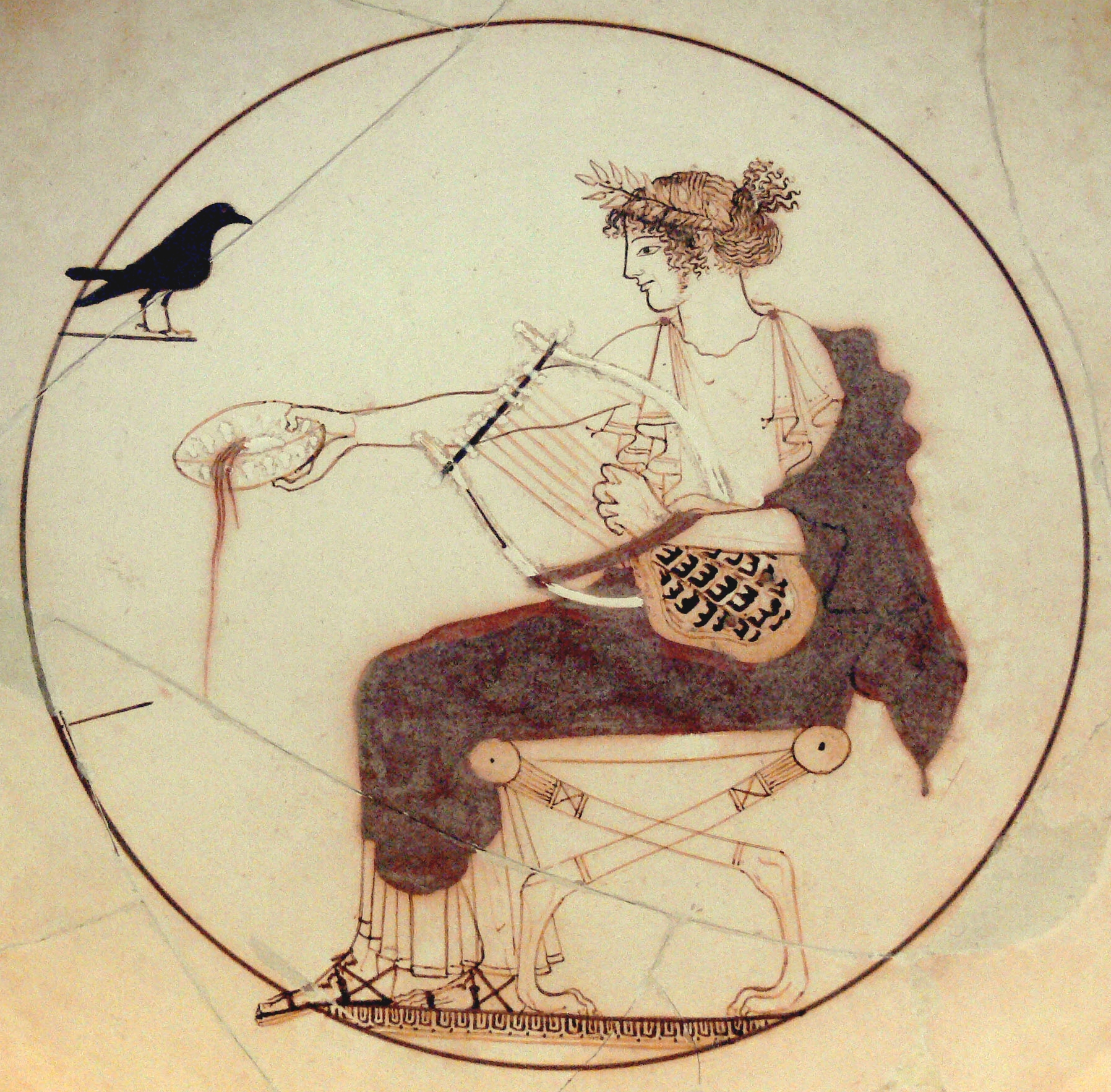
Apollo e un uccello nero, vaso conservato nel Museo Archeologico di Delfi

Nel greco antico l'accento è presente in ogni parola, salvo rare eccezioni, e può cadere fino alla terz'ultima sillaba se l'accento è acuto o grave, mentre fino alla penultima nel caso in cui l'accento sia circonflesso. Ciò è stabilito dalla legge dei tre tempi, impropriamente legge del trisillabismo: se l'ultima sillaba di una parola ha una vocale lunga, o è chiusa da due consonanti, l'accento non può di solito venire sulla terzultima sillaba; ma all'interno di quelle restrizioni è gratuito.
Ogni sillaba contiene una vocale con una o due more vocaliche, e una mora in una parola è accentata; la mora accentata era pronunciata a un tono più alto di altre more.
Nei nomi l'accento cambia in base alla lunghezza delle vocali. Per esemplificare la possibilità di esso di trovarsi sull'ultima, sulla penultima o sulla terz'ultima sillaba (nel caso dell'accento acuto/grave) studiamo tre parole: πόλεμος, la guerra; ποταμός, il fiume; παρθένος, la vergine.
Sono tutte e tre parole composte da tre sillabe: πό/λε/μος, πο/τα/μός, παρ/θέ/νος; possiedono però accenti su sillabe diverse.
Nei verbi l'accento è generalmente prevedibile, e ha funzione grammaticale piuttosto che lessicale, cioè differenzia diverse parti del verbo a livello della coniugazione piuttosto che distinguere un verbo da un altro (fatto più raro). Tende sempre a ritrarsi più possibile, rispettando la legge dei tre tempi, eccettuati i casi in cui si sposta per la vocale lunga della desinenza, o per casi di contrazione. Le parti finite del verbo hanno solitamente un accento recessivo, ma in participi, infiniti e imperativi sono non recessivi.
Nel periodo classico (V-IV secolo a.C.) gli accenti di parole non erano indicati per iscritto, ma dal II secolo a.C. in poi furono inventati vari segni diacritici, tra cui un accento acuto, circonflesso e grave, che indicava un tono acuto, una caduta passo e un tono basso o semi-basso rispettivamente. Gli accenti scritti sono stati usati solo sporadicamente all'inizio e non sono stati utilizzati fino al 600 d.C.
I frammenti di musica greca antica che sopravvivono, in particolare i due inni incisi su una pietra di Delfi nel II secolo a.C., sembrano seguire molto attentamente gli accenti delle parole e possono essere utilizzati per fornire prove su come l'accento è stato pronunciato.
La posizione degli accenti e delle diverse vocali risulta anche fondamentale a livello poetico, in quanto determinano il metro utilizzato dal poeta. Si possono prendere ad esempio le tragedie greche, dotate di rigide strutture metriche che ne scandivano la musicalità. All'interno di queste, come anche di altri generi, si possono alternare diversi stili metrici.
A un certo punto tra il II e il IV secolo d.C. la distinzione tra acuto, grave e circonflesso scomparve e tutti e tre gli accenti vennero pronunciati come accento identico, generalmente ascoltati sulla stessa sillaba come l'accento pece nell'antico greco.

## Flessione nominale e pronominale
La lingua greca è dal punto di vista tipologico una lingua flessiva, caratteristica che eredita dalla sua lingua madre, l'indoeuropeo. In quanto lingua flessiva, possiede un'ampia articolazione di declinazioni nominali.
Il greco antico ha sviluppato un articolo determinativo, in tutto simile a quello di molte lingue europee occidentali moderne, a partire da un'antica forma di pronome dimostrativo,  ὁ ἡ τό, che ancora in Omero significa "quello, egli, ella, esso", e assume la sua funzione tipica a partire dalla fine dell'VIII secolo a.C. Tale pronome dimostrativo/articolo è la filiazione diretta dell'indoeuropeo *so *sā *tod, e ha il suo omologo nel sanscrito sa sā tat. Da questa funzione di pronome dimostrativo deriva l'impiego dell'articolo determinativo per indicare il patronimico di un nome proprio di persona, in uso fino al tempo della età ellenistica, così come la regola grammaticale per cui il nome proprio di persona in greco antico è preceduto dall'articolo determinativo.
Il greco, come il latino e la stragrande maggioranza delle lingue indoeuropee antiche, esprime morfologicamente tre generi nei nomi: maschile, femminile e neutro.
Dal punto di vista del numero, il greco attico, come il sanscrito, possiede, nel verbo e nel nome, un duale. Il mantenimento del duale è un tratto assai arcaico dell'attico, rispetto ad altri dialetti greci antichi, come lo ionico che lo perde già nel VII secolo a.C.; nella flessione nominale, inoltre, si limita a due sole forme corrispondenti una ai casi diretti (nominativo, accusativo e vocativo) e l'altra ai casi obliqui (genitivo e dativo). Nell'articolo si osserva che le forme del duale femminile tendono ad essere sostituite dalle corrispondenti forme del maschile/neutro, che quindi si standardizzano come uniche forme di articolo duale. Nella flessione verbale invece possiede solo la seconda e terza persona, ma le desinenze proprie sono uguali per entrambe le persone tranne nelle terminazioni dei tempi storici e nell'imperativo.
Il greco antico conserva cinque degli otto casi indoeuropei, operando un forte sincretismo (che si spinge ulteriormente nel greco moderno). Questi casi sono:
- Il nominativo, indicante il soggetto della frase, l'attributo e l'apposizione del soggetto, il predicato nominale ed il complemento predicativo del soggetto;
- Il genitivo, indicante la specificazione possessiva, oggettiva etc., e riveste le funzioni dell'ablativo di origine e provenienza, di estensione e di allontanamento, nonché di causa, mezzo e causa efficiente;
- Il dativo, indicante il complemento di termine, ma anche i complementi di causa, di mezzo, di stato in luogo e di tempo determinato;
- L'accusativo, indicante il complemento oggetto, l'attributo e l'apposizione e il complemento predicativo dell'oggetto; in certi casi anche il complemento di limitazione (il cosiddetto "accusativo alla greca");
- Il vocativo, indicante il complemento di vocazione.

Il greco di età classica ha perso lo strumentale, antico caso indoeuropeo ancora presente nel dialetto miceneo, di cui sopravvivono alcune vestigia in Omero (cfr. ἶ-φι, ναῦ-φι...).
Sono rintracciabili, in alcuni nomi notevoli, relitti del locativo indoeuropeo, ancora presente in altre lingue antiche, e tuttora presente in molte lingue slave.
La flessione dei nomi greci si articola in tre declinazioni:
- la prima declinazione, tematica, dei maschili e dei femminili col tema in -α (corrispondente alla prima declinazione latina); della prima declinazione esiste altresì una sottospecie con desinenze alterate da contrazione (I declinazione contratta);
- la seconda declinazione, tematica, dei maschili, dei femminili e dei neutri col tema in -o (corrispondente alla seconda declinazione latina); della seconda declinazione esiste una sottospecie contratta (come per la prima) e una sottospecie le cui desinenze sono significativamente alterate da fenomeni di metatesi quantitativa, la cosiddetta declinazione attica;
- la terza declinazione, atematica, dei maschili, dei femminili e dei neutri, con la radice in consonante, in vocale chiusa, in dittongo (corrisponde grosso modo alla terza declinazione latina).

### Prima declinazione
La prima declinazione greca, che corrisponde in tutto e per tutto alla prima declinazione latina, raccoglie i sostantivi maschili e femminili con il tema in -α. Ne esiste inoltre una versione contratta (prima declinazione contratta).
La prima declinazione regolare (non contratta) si articola in due sottoclassi: l'una comprendente esclusivamente i femminili, l'altra comprendente i maschili, che hanno il nominativo singolare sigmatico, il genitivo singolare -ου della seconda declinazione e, talvolta, il vocativo singolare esce in alfa breve anche se nel resto della declinazione è lungo.
La struttura della prima declinazione greca risente, in attico, della caratteristica evoluzione fonetica dell'α in questo dialetto: nel greco attico, infatti, l'α lungo si muta in η, a meno che non sia preceduto da ε, ι o ρ, nel qual caso non muta di timbro (si tratta del cosiddetto "alfa puro", assente del tutto nel dialetto ionico). Nel caso di α breve non intervengono modificazioni, salvo quando, nel caso sia impuro, la desinenza flessiva lo allunga nei casi obliqui del singolare.
L'accusativo plurale esce sempre in -ᾱς, con alfa lungo anche se impuro. Il genitivo plurale è sempre perispomeno (-ῶν) perché deriva da contrazione: *-άσων > *-άων > -ῶν.

### Seconda declinazione
La seconda declinazione comprende nomi maschili, femminili e neutri col tema in -o.

### Declinazione attica
I nomi della declinazione attica sono caratterizzati dal fatto che sulla forma della loro declinazione originaria, la seconda, inizialmente regolare, hanno influito le conseguenze del fenomeno della metatesi quantitativa e della sinizesi.
Così un sostantivo come λᾱός, "popolo", che non aveva da principio alcuna peculiarità rispetto agli altri paradigmi dei temi in -o, passa, per l'evoluzione tipica di ᾱ lungo nello ionico-attico, a ληός, per poi mutarsi per metatesi quantitativa in λεώς. Identica evoluzione si ritrova in alcuni neutri come ἀνώγεων "sala". Ne fanno parte pochi sostantivi alcuni dei quali non univocamente attestati, e alcuni aggettivi, per lo più composti.

### Terza declinazione (o declinazione atematica)
La terza declinazione include i nomi maschili, femminili e neutri in consonante, vocale chiusa e dittongo. Essa appare come una declinazione atematica, dato che, a differenza delle altre due declinazioni, inserisce le desinenze direttamente sulla radice nominale, senza intermediazione di vocale tematica.
Le desinenze generali della III declinazione (che continua in vario modo la classe dei nomi atematici indoeuropei) sono le seguenti:
|            | Singolare                                                       | Duale | Plurale                                                                      |
| Nominativo | -ς oppure allungamento organico; nei neutri, nessuna desinenza  | -ε    | -ες e nei neutri -α                                                          |
| Genitivo   | -ος                                                             | -οιν  | -ων                                                                          |
| Dativo     | -ι                                                              | -οιν  | -σι(ν)                                                                       |
| Accusativo | -α (temi in cons.); -ν (temi in voc.); nei neutri = nominativo  | -ε    | -ας (temi in cons.) vocale lunga seguita da -ς (temi in voc.); nei neutri -α |
| Vocativo   | nessuna desinenza, oppure = nominativo; nei neutri = nominativo | -ε    | -ες e nei neutri -α                                                          |

Tali desinenze sono tuttavia spesso oscurate da mutamenti fonetici, nelle diverse sottoclassi in cui la III declinazione si divide.

### Declinazione dell'aggettivo
L'aggettivo greco viene classificato in due classi:
- La prima classe che segue la prima declinazione dei nomi in alfa puro e impuro lunghi per i femminili e la seconda declinazione per i maschili e i neutri. Comprende aggettivi a tre e a due terminazioni (ne esistono varianti che seguono la declinazione attica);
- Aggettivi contratti della prima classe:

Gli aggettivi contratti della prima classe seguono per il maschile ed il neutro la declinazione dei sostantivi contratti di seconda declinazione; mentre per il femminile la declinazione dei sostantivi contratti di prima declinazione.
- La seconda classe, che segue la terza declinazione, e la prima declinazione dei nomi in alfa puro e impuro brevi, e comprende aggettivi a tre, a due e a una sola terminazione -gli aggettivi di seconda classe si dividono in varie sottoclassi, distinte a partire dal tema, come accade per i nomi di III declinazione.

### Pronomi

#### Pronomi personali
|            | 1º Persona | 1º Persona | 1º Persona | 2º Persona | 2º Persona  | 2º Persona | 3º Persona | 3º Persona | 3º Persona                 |
| Singolare  | Duale      | Plurale    | Singolare  | Duale      | Plurale     | Singolare  | Duale      | Plurale    |                            |
| ---------- | ---------- | ---------- | ---------- | ---------- | ----------- | ---------- | ---------- | ---------- | -------------------------- |
| Nominativo | ἐγώ        | νώ         | ἡμεῖς      | σύ         | σφώ, σφῶι   | ὑμεῖς      | -          | σφωε       | σφεῖς                      |
| Genitivo   | ἐμοῦ, μου  | νῷν        | ἡμῶν       | σοῦ, σου   | σφῷν, σφῶιν | ὑμῶν       | οὗ, οὑ     | σφωιν      | σφῶν                       |
| Dativo     | ἐμοῖ, μοι  | νῷν        | ἡμῖν       | σοῖ, σοι   | σφῷν, σφῶιν | ὑμῖν       | οἷ, οἱ     | σφωιν      | σφίσι(ν), σφισι(ν), σφι(ν) |
| Accusativo | ἐμέ, με    | νώ         | ἡμᾶς       | σέ, σε     | σφώ, σφῶι   | ὑμᾶς       | ἕ, ἑ       | σφωε       | σφᾶς, σφας, σφε            |

Le forme della terza persona erano in origine dei riflessivi (ricordiamo che in protoindoeuropeo il pronome personale di terza persona non esisteva) e la funzione riflessiva è conservata nelle forme accentate del singolare; quelle atone sono da considerarsi pronomi anaforici. Tuttavia, queste forme di terza persona sono usate molto raramente e, in loro sostituzione, quando non sono riflessive (se sì si usa il pronome riflessivo ἑαυτόν), in attico si preferiva usare:
- per il nominativo: οὗτος, αὕτη, τοῦτο ("questo") oppure ἐκεῖνος, ἐκείνη, ἐκεῖνο ("quello") o ancora, soprattutto in principio di frase, ὁ δέ, ἡ δέ, τὸ δέ.
- per tutti gli altri casi: αὐτός, αὐτή, αὐτό.

Nella lingua colloquiale, come pronome allocutivo della seconda persona si utilizza il nominativo di οὗτος, αὕτη, τοῦτο preceduto dall'interiezione ὦ: es. «Ὦ οὗτος» = «Ehi, tu!».

#### Pronomi riflessivi
Il pronome riflessivo si utilizza quando gli effetti dell'azione ricadono, in modo diretto o indiretto, sul soggetto stesso (es. io mi lavo = lavo me stesso). Un pronome personale non riflessivo non può essere utilizzato insieme ad un verbo coniugato alla stessa persona (ad es., λούω ἐμαυτόν è corretto, λούω με no); dal momento che nell'azione riflessiva l'oggetto (diretto o indiretto) è il soggetto stesso, questo pronome non possiede né nominativo né vocativo. Le prime due persone presentano solo il maschile e il femminile; la terza mostra tutti e tre i generi.
Da notare che questo pronome è formato, nel singolare, dalla radice del pronome personale all'accusativo (ἐμ-, σε-/σ-, ἑ-) più le forme di αὐτός; al plurale, tranne quello della terza persona, i due pronomi sono indipendenti.
- Prima persona

|            | Singolare m, f   | Plurale m, f             |
| Genitivo   | ἐμαυτοῦ, ἐμαυτῆς | ἡμῶν αὐτῶν               |
| Dativo     | ἐμαυτῷ, ἐμαυτῇ   | ἡμῖν αὐτοῖς, ἡμῖν αὐταῖς |
| Accusativo | ἐμαυτόν, ἐμαυτήν | ἡμᾶς αὐτούς, ἡμᾶς αὐτάς  |

- Seconda persona

|            | Singolare m, f                     | Plurale m, f             |
| Genitivo   | σεαυτοῦ (σαυτοῦ), σεαυτῆς (σαυτῆς) | ὑμῶν αὐτῶν               |
| Dativo     | σεαυτῷ (σαυτῷ), σεαυτῇ (σαυτῇ)     | ὑμῖν αὐτοῖς, ὑμῖν αὐταῖς |
| Accusativo | σεαυτόν (σαυτόν), σεαυτήν (σαυτήν) | ὑμᾶς αὐτούς, ὑμᾶς αὐτάς  |

- Terza persona

|            | Singolare m, f, n      | Plurale m, f, n           |
| Genitivo   | ἑαυτοῦ, ἑαυτῆς, ἑαυτοῦ | ἑαυτῶν                    |
| Dativo     | ἑαυτῷ, ἑαυτῇ, ἑαυτῷ    | ἑαυτοῖς, ἑαυταῖς, ἑαυτοῖς |
| Accusativo | ἑαυτόν, ἑαυτήν, ἑαυτό  | ἑαυτούς, ἑαυτάς, ἑαυτά    |

## Flessione verbale
Il verbo greco conserva parecchi tratti arcaici del verbo indoeuropeo da cui trae origine, ma rispetto a quest'ultimo presenta delle innovazioni, quali la generale tendenza a rendere coerente il sistema della coniugazione per tutti i tempi, le forme e i modi.
Il verbo in greco si modifica suffissando a una radice verbale una vocale tematica, un suffisso modale e/o temporale una terminazione; talora la radice stessa è ampliata con dei prefissi, degli infissi e dei suffissi per definire i vari temi temporali e le loro funzioni. Si serve inoltre spesso dell'apofonia o gradazione vocalica per distinguere i temi temporali fra di loro.
I verbi greci si dividono in due grandi coniugazioni, che si differenziano solo e soltanto nel tema del presente:
- quella tematica, che si distingue per la desinenza -ω della prima persona singolare del presente indicativo, ed è caratterizzata dal fatto che le desinenze del presente e dell'imperfetto sono inserite sistematicamente su una vocale tematica, che mostra apofonia, ε - ο
- quella atematica, che si distingue per la desinenza -μι della prima persona singolare del presente indicativo, ed è caratterizzata dal fatto che le desinenze del presente si inseriscono direttamente sulla radice verbale, la cui vocale mostra apofonia (grado allungato nel singolare del presente indicativo, grado normale nelle altre forme).

Le due coniugazioni del greco corrispondono perfettamente alle due coniugazioni del sanscrito. Una coniugazione atematica in tutto simile a quella greca si rinviene anche in lingua ittita. Il greco, nel presente e nell'imperfetto, conserva prevalentemente la struttura del verbo indoeuropeo.
La relazione fra temi temporali, tempo dell'azione, qualità (durata, momentaneità compiutezza dell'azione verbale) è alquanto articolata in greco, e porta alle estreme conseguenze la struttura originaria del verbo indoeuropeo. Concettualmente, la grammatica del verbo greco si trova a metà strada fra quella del verbo sanscrito, che conserva le strutture del verbo indoeuropeo e molto delle sue valenze originarie, e quella del verbo slavo, che si fonda essenzialmente sull'aspetto verbale.

### Modi e tempi
Il verbo greco conosce quattro sistemi temporali fondamentali. A ognuno di essi è associato un determinato aspetto verbale, o qualità dell'azione, in relazione alla sua durata o compiutezza. Tali sistemi temporali sono:
- il presente, tema temporale che definisce un'azione non compiuta e durativa, con sfumature conative ("tentare di...") o iterative o di consuetudine;
- il futuro, che indica un'azione futura rispetto al momento della sua enunciazione;
- l'aoristo, che indica un'azione momentanea, osservabile come un punto sulla linea temporale, oppure unica e non ripetibile, senza alcuna conseguenza perdurante nel presente; da notare che, al di fuori dell'indicativo, non ha una collocazione temporale (ἀόριστος significa non definito), la quale si ricava dal contesto.
- il perfetto, che indica: 1) uno stato nel presente causato da un'azione passata (perfetto stativo, intransitivo: πέφυκα "sono", "sono per natura" perché, lett., sono nato [in un determinato modo]; τέθνηκα "sono morto", "mi trovo ad essere morto"), oppure 2) il risultato nel presente di un'azione passata (perfetto risultativo, transitivo: κέκτημαι "possiedo" perché, lett., ho comprato; οἶδα "so" perché, lett., ho visto, sono stato testimone).

A partire da questi quattro temi temporali, che costituiscono l'ossatura del paradigma del verbo greco, si formano tutti i tempi verbali del greco, che sono nel complesso sette:
- Formazione del presente. Possiede due diatesi, attiva e mediopassiva, e tutti i modi. Sul tema del presente si formano due tempi: lo stesso presente e l'imperfetto.
- Formazione dell'imperfetto. Ha due diatesi, attiva e mediopassiva, e possiede solo l'indicativo. Costruito sul tema del presente, ne proietta il valore nel passato.
- Formazione del futuro. Possiede tre diatesi, ossia oltre a quella attiva distingue la diatesi media da quella passiva; per quanto riguarda i modi, non possiede il congiuntivo e l'imperativo. Sul tema del futuro si forma il futuro semplice, in tutti i suoi modi.
- Formazione dell'aoristo. Possiede tre diatesi, ossia oltre a quella attiva distingue la diatesi media da quella passiva. Sul tema dell'aoristo si forma l'aoristo in tutti i suoi modi (all'indicativo esso corrisponde a tre tempi italiani, il passato prossimo, il passato remoto e il trapassato remoto[10]; negli altri modi ha solo il proprio valore aspettuale).
- Formazione del perfetto e piuccheperfetto. Possiede due diatesi, attiva e mediopassiva, e tutti i modi; il piuccheperfetto, come l'imperfetto, possiede solo il modo indicativo. Sul tema del perfetto si formano tre tempi: il perfetto stesso, indicante uno stato presente derivante da azione passata, il piuccheperfetto, indicante uno stato perdurante nel passato derivante da un'azione ancora anteriore e il futuro perfetto o futuro esatto (impropriamente definito anche futuro anteriore)[11], indicante lo stato futuro derivante da un'azione presente o futura. I tempi del perfetto, per la loro peculiare valenza, non hanno una e una sola corrispondenza con i tempi italiani, ma assumono diverse funzioni, tutte relative all'idea del risultato presente, passato o futuro, di un'azione precedente.

I tempi del verbo greco si dividono in due categorie:
- i tempi principali: presente, futuro, perfetto, futuro perfetto, che hanno valore di azione presente o futura e assumono le desinenze primarie, caratterizzate dalla tipica ι finale;
- i tempi storici: imperfetto, aoristo indicativo, piucchepperfetto, che indicano l'azione passata e assumono due caratteristiche: 1) il prefisso verbale noto come aumento; 2) le desinenze secondarie, che sono totalmente prive della tipica ι finale.

La definizione che il filosofo Aristotele dà del verbo è che esso "esprime in aggiunta il tempo" (προσσημαίνει τὸν χρόνον). Ciò è vero unicamente per il modo indicativo, non per gli altri modi del verbo greco, che indicano, per ogni tema temporale, solo la qualità dell'azione (la sua durata o compiutezza), e la sua modalità logica (reale, potenziale etc.). Il greco ha quattro modi finiti (gli stessi dell'indoeuropeo, ancora conservati in vedico) e due forme nominali. I modi finiti del verbo greco sono:
- l'indicativo[12], modo dell'azione reale, oggettiva, collocata nel tempo: è l'unico modo dell'imperfetto e del piucchepperfetto e il solo in cui l'aoristo assume l'aumento;
- il congiuntivo[13], modo dell'esortazione e dell'eventualità, dell'espressione del dubbio e dello scopo, dell'azione presentata in modo soggettivo, derivante da volontà; il congiuntivo di tutti i tempi ha sempre le desinenze primarie, ed è trattato alla stregua di un tempo principale (ha valore prospettivo, quasi fra presente e futuro);
- l'ottativo[14], modo del desiderio e della possibilità; può eventualmente trovarsi anche in dipendenza da tempi storici (cosiddetto ottativo obliquo), sostituendo l'indicativo o il congiuntivo - l'ottativo di tutti i tempi ha sempre le desinenze secondarie ed è trattato alla stregua di un tempo storico;
- l'imperativo[15], modo del comando.

Accanto a questi modi ci sono poi le forme nominali dell'infinito, che ha la stessa valenza dell'infinito italiano e latino, e del participio, corrispondente al participio e al gerundio italiani.
Non tutti i sistemi temporali si coniugano in tutti i modi. Uno sguardo d'insieme è fornito dal seguente specchio riassuntivo:
- il presente ha l'indicativo, il congiuntivo, l'ottativo, l'imperativo, il participio, l'infinito;
- l'imperfetto ha solo l'indicativo;
- il futuro ha l'indicativo, l'ottativo, il participio e l'infinito;
- l'aoristo ha l'indicativo, il congiuntivo, l'ottativo, l'imperativo, il participio, l'infinito - solo l'indicativo, dotato dell'aumento, colloca l'azione nel passato;
- il perfetto ha l'indicativo, il congiuntivo, l'ottativo, l'imperativo, il participio, l'infinito;
- il piuccheperfetto ha solo l'indicativo;
- il futuro perfetto ha l'indicativo, l'ottativo, il participio e l'infinito.

### Persone e numero
Come nella flessione nominale, anche nella coniugazione dei verbi greci esistono tre numeri, singolare, duale e plurale. Il singolare e il plurale hanno le consuete tre persone nell'indicativo, nel congiuntivo e nell'ottativo, ma non nell'imperativo, che non ha le prime persone; il duale ha solo la seconda e la terza persona in tutti i quattro modi finiti.

### Diatesi
Il verbo greco ha tre diatesi (in questo, fra le lingue indoeuropee, è eguagliato solo dal sanscrito), tutte flesse, nella maggior parte dei tempi, con desinenze proprie, ben distinte per ognuna di esse (al contrario di ciò che avviene nelle moderne lingue europee occidentali). Queste forme o diatesi sono:
- l'attivo, che esprime l'azione compiuta dal soggetto;
- il medio, che esprime un'azione che avviene nella sfera di interesse o di pertinenza del soggetto - esso può corrispondere ai vari usi del riflessivo della lingua italiana;
- il passivo, che esprime l'azione subita dal soggetto ad opera di un attore indicato da un complemento d'agente.

Le tre forme del greco sono ben diversificate solo in due tempi: il futuro e l'aoristo.
Negli altri tempi, presente, imperfetto, perfetto, piuccheperfetto e futuro perfetto, il medio e il passivo coincidono e sono distinguibili solo dal contesto sintattico della frase.

## Sintassi: formazione della frase
La frase in greco antico ha la stessa struttura, almeno per le componenti del discorso, dell'italiano, è formata da un soggetto, un predicato, i complementi, gli articoli, gli avverbi e le particelle pronominali. Il soggetto va sempre espresso col caso nominativo, il predicato può essere un verbo, o essere formato da un nome (sostantivo o aggettivo) legato al soggetto tramite copula, spesso e volentieri il verbo essere è sottinteso; la copula è il verbo essere εἰμί. La struttura della frase in italiano di solito ha l'ordine soggetto-verbo-complemento, in greco la costruzione si formula mettendo in primo piano la parola più importante dell'intera proposizione, dunque anche un verbo, un complemento, una particella, si tratta di un elemento chiave per la comprensione dell'intero discorso, ed anche per una corretta analisi logica della frase; spesso capita che il soggetto possa trovarsi alla fine della frase, oppure il verbo principale stesso, preceduto da un participio, o da un infinito. Solo in rari casi, come nell'introduzione della Guerra del Peloponneso di Tucidide, si ha la costruzione SVO (soggetto, verbo, complemento), in quanto Tucidide intendeva dare importanza a sé stesso, e poi alla sua opera, ritenuta di principale fondamento per comprendere le cause e le vicende di questo conflitto tra ateniesi e spartani.
Al secondo posto, nella frase vanno elementi "accessori", come avverbi o pronomi, per quel che riguarda il verbo, non ha mai una collocazione precisa, lo si può trovare all'inizio della frase, nel mezzo o nella fine, ogni scrittore greco lo posiziona semplicemente in base al risalto che voleva dare a loro nella sua specifica opera. Per dare dunque una traduzione corretta occorre fare attenzione ai casi dei sostantivi, al numero dei verbi, ma soprattutto al senso generale del discorso, comprendendo il quale è anche più facile capire la disposizione delle parole. Occorre fare attenzione anche a significati dati per scontati o sottintesi dagli autori, come l'argomento di cui si sta parlando, fenomeno soprattutto presente in Tucidide, e al valore temporale del verbo, dato che i greci avevano una concezione ciclica del tempo, categorizzata in aspetto durativo (presente-imperfetto), puntuativo (aoristo) e resultativo (perfetto), con l'aggiunta del futuro, inizialmente usato come una sorta di congiuntivo, e poi definito come un'azione da concludersi nel tempo a venire.

### I complementi
- Abbondanza e privazione: si usa il genitivo: Ἡ ναῦς γέμει τῶν ναυτικῶν (La nave è piena di uomini)
- Agente e causa efficiente
  - ὑπό + genitivo: Ἡ ἐλευθερία ὑπὸ τῶν πολιτῶν διαφυλάσσεται (La libertà è difesa dai cittadini)
  - πρός, παρά, ἐκ, ἀπό + genitivo: Πρὸς τοῦ Σωκράτους διδάσκομαι (Io imparo da Socrate)
  - dativo accompagnato dall'aggettivo verbale in -τέος, coniugato al perfetto e piuccheperfetto passivo: Ταῦτα ὡμολόγητο ἡμῖν (Queste cose erano state ammesse da noi)
- Argomento: περί o ὑπέρ + genitivo: Κήρυκας ἔπεμπε περὶ τῆς εἰρήνης (Inviò ambasciatori riguardo alla pace). Περί si usa anche per i titoli delle opere letterarie, in maggior parte trattati a carattere argomentativo, storico o filosofico, come Περὶ ποιητικῆς (Sulla Poetica di Aristotele); nel latino si usa la particella "de" + ablativo, come nel De bello Gallico di Cesare, a sottintendere la parola "saggio - trattato riguardo...".
- Causa:
  - dativo con i verba affectuum: Ἀσπίδι ἀγάλλεται (Si rallegra dello scudo)
  - διά o κατά + accusativo: Ἡ πόλις διὰ τὸν πόλεμον ἐταράττετο (A causa della guerra la città era sconvolta)
  - genitivo + ἕνεκα: Ὑμᾶς ἀρετῆς ἕνεκα φιλοῦμεν (Per la vostra virtù vi amiamo)
  - ὑπό o ὑπέρ+ genitivo: Χαλεπῶς ἔχει ὑπὸ τραυμάτων τινῶν (Sta male per alcune ferite)
- Colpa: uso del genitivo: Ἐγράψαντο αὐτὸν προδοσίας (Lo accusarono di tradimento)
- Compagnia
  - μετά + genitivo: Μετὰ τῶν συμμάχων μαχήσομαι (Insieme agli alleati io combatterò)
  - σύν + dativo: Σὺν τοῖς θεοῖς νικήσομεν (lett. Con gli dèi vinceremo - Con l'aiuto degli dèi vinceremo)
  - dativo "militare", usato in compagnia di espressioni militaresche: Ἡγήσεται τοῖς ἵπποις τὸ τῶν ξυμμάχων στράτευμα (Guiderà con la cavalleria l'esercito degli alleati)
  - uso dei participi presenti o di tempi storici ἔχων, λαβών, φέρων + accusativo: Βοηθεῖ χιλίους ἔχων στρατιώτας (Viene in aiuto con mille soldati)
- Di età: uso del participio perfetto γεγονώς + accusativo del numero cardinale, seguito da ἔτη (anni)
- Fine
  - εἰς, ἐπί e πρός + accusativo: Χρήσιμος ἦν εἴς τι (Era utile per qualcosa)
  - genitivo + ἕνεκα: Μισθοῦ ἕνεκα κολακεύεις (Tu aduli per denaro)
- Limitazione
  - uso del dativo semplice, o preceduto da ἐπί: Ὑπερέχει πάντων μεγέθει (Supera tutti in grandezza)
  - uso dell'accusativo semplice, oppure preceduto da εἰς, κατά e πρός: Πόλις ἐδοκιμωτάτη εἰς σοφίαν (La città più celebre per sapienza)
- Stato in luogo
  - ἐν + dativo - Ἐν Δωδώνῃ εἱστήκει δρῦς ἱερά (In Dodona si ergeva una quercia sacra)
  - ἐπί + genitivo - ἐπ' ὀρῶν (Sui monti)
  - uso dei suffissi -θι, -σι, come in Ἀθήνησι (ad Atene, o meglio "in Atene")
- Moto a luogo
  - ἐπί, εἰς, πρός e παρά + genitivo - Φέυγω εἰς Μεγάραν (Fuggo a Megara)
  - ὡς + accusativo nei nomi propri di persona o di città o luoghi - Ὡς Μεγάραν ἐπρεσβεύσαντο (Inviarono ambasciatori a Megara)
  - uso dei suffissi -δε, -σε, -ζε - Ἀθήναζε (verso Atene), o anche il celebre titolo della commedia aristofanea: Θεσμοφοριάζουσαι con declinazione al plurale, trad. "Le donne alle Tesmoforie"
- Moto da luogo
  - ἐκ, ἀπό + genitivo - Ἐκ Σπάρτης φεύγομεν (Fuggiamo da Sparta)
  - uso del suffisso -θεν - Κορινθόθεν (da Corinto)
- Moto per luogo: si forma in διά + genitivo - Φεύγω διὰ Θερμοπύλων (Fuggo attraverso le Termopili)
- Materia: uso del genitivo semplice, a volte preceduto da ἐκ, ἀπό, oppure semplice aggettivo.
- Mezzo:
  - uso del dativo semplice
  - διά + genitivo, se l'azione è compiuta da una persona: Δι' ἐρμηνέως ἔλεγε (Parlava per mezzo di un interprete)
- Misura: uso del dativo o accusativo semplice
- Modo:
  - dativo semplice
  - συν + dativo
  - ἐκ, διά o ἐπί per espressioni idiomatiche, come διὰ ἀκριβείας (Con cura)
- Origine:
  - genitivo semplice
  - ἐκ + genitivo
- Paragone, quando si usano per gli aggettivi le normali desinenze di comparativo di maggioranza e minoranza, e superlativo (-τερος, - τατος)
  - genitivo se il primo termine è un nominativo o un accusativo: Λευκότεροι χιόνος (Più bianchi della neve)
  - ἤ + caso del primo termine
- Partitivo: genitivo semplice, o preceduto da ἐκ
- Di pena: accusativo semplice
- Prezzo: genitivo semplice
- Separazione
  - genitivo semplice
- ἐκ o ἀπό + genitivo
- Stima: uso del genitivo semplice o di περί + genitivo
- Tempo continuato: uso del genitivo semplice, dativo semplice, o ἐν + dativo, come nelle espressioni narrative ἐν τούτῳ τῷ χρόνῳ (in questo tempo)
- Vantaggio: uso del dativo semplice, detto anche in questo caso "di vantaggio" o uso di ὑπέρ + genitivo.

### Uso dei tempi verbali

#### Uso dell'indicativo

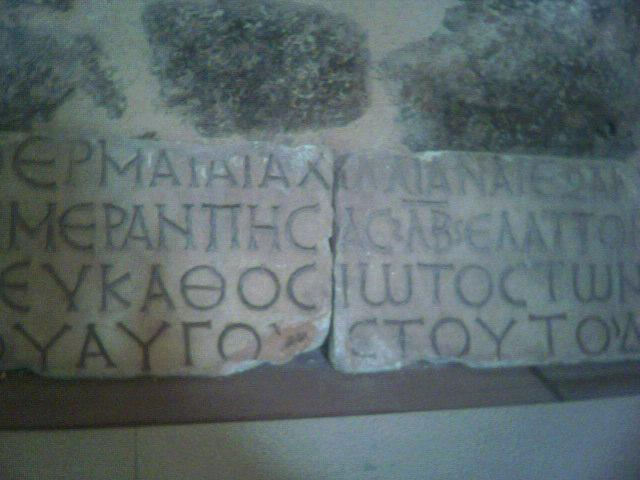
Iscrizione nelle Terme Achilliane

Nelle proposizioni indipendenti l'indicativo presente si trova per lo più in tutti i casi in cui ricorre anche in italiano: esprime un'azione o uno stato obiettivamente constatati, riferiti, negati nel loro valore temporale; in questa funzione è privo di particelle modali, e la sua negazione è οὐ, ma può avere anche la funzione modale con particelle:
- può esprimere un'azione che si sta svolgendo nel momento in cui si parla, o fatti e avvenimenti sussistenti in sé per sé, dati storici geografici, usi e costumi, da cui il termine di presente storico[18]. Assume valore gnomico quando si dicono sentenze e proverbi, ha valore iterativo o di consuetudine quando indica un'azione che abitualmente si ripete, conativo quando sottolinea uno sforzo con cui si compie un'azione o si tenta di attuarla; storico e narrativo se rappresenta fatti passati come se si svolgessero nel momento in cui si parla per conferire vivacità al discorso. Ha valore di futuro quando enuncia fatti che dovranno avvenire, e di cui si è certi della realizzazione, spesso è usato nelle opere tragiche.
- Imperfetto: riflette i valori durativi del presente nel passato, e può avere le qualità del presente, conativo, iterativo, ecc; spesso gli imperfetti sono storici o narrativi, corrispondono al passato remoto italiano.
- Futuro: ricopre i valori desiderativo e intenzionale, invita al compimento dell'azione, o sottolinea la certezza del verificarsi sulla base dell'esperienza passata, e per questo può essere detto anche "gnomico". Molto frequente è il futuro consigliativo, in sostituzione dell'imperativo; in forma interrogativa esprime un ordine che indica l'impazienza, ma può essere anche dubitativo deliberativo e ricorre alla 1 persona singolare.
- Aoristo: indica un'azione in sé per sé considerata avvenuta e conclusa, libera da qualsiasi relazione con altri momenti: in sostanza corrisponde al passato remoto italiano, ma anche al passato prossimo qualora l'azione, per quanto conclusa, sia avvenuta poco prima rispetto al momento in cui si parla; nella proposizione l'indicativo aoristo, se in rapporto di coordinazione con altri tempi storici, in base al contesto può essere reso al passato remoto, trapassato prossimo o trapassato remoto. Può esprimere un'azione ingressiva o egressiva, e anche azioni che implicano una lunga durata di tempo, che sono viste come concluse.[19]

Solitamente il valore ingressivo egressivo è espresso da quei verbi quali βασιλεύω (regnare) che al presente indicano uno stato continuo, all'aoristo ἐβασίλευσα (divenni re); l'aoristo può essere anche gnomico per sentenze e proverbi, oppure "tragico" nelle opere drammaturgiche, solitamente usato nella 1 persona singolare, in cui il personaggio esprime di aver compreso qualcosa e di averlo perfettamente digerito (io ho capito questa cosa); oppure può essere dialogico nelle proposizioni interrogative, molto frequente in Platone. Il perfetto può essere stativo o resultativo, il primo per la percezioni di stati d'animo, condizioni permanenti, il secondo è tradotto in italiano col passato prossimo, per questo può essere anche gnomico oppure storico, alla maniera del presente storico, quando è usato per narrare fatti passati come se si svolgessero al presente. Per differenziarlo nell'uso dall'aoristo, di cui nella koinè ellenistica del III secolo a.C. la confusione è assai evidente, i perfetti nella III plurale usarono la desinenza dell'aoristo, dall'altra parte alcuni perfetti stativi con il valore di presente furono considerati semplicemente dei presenti; e per rendere l'aspetto resultativo si ricorse a forme perifrastiche costituite da participio perfetto + il verbo εἰμι (nel congiuntivo e nell'ottativo).

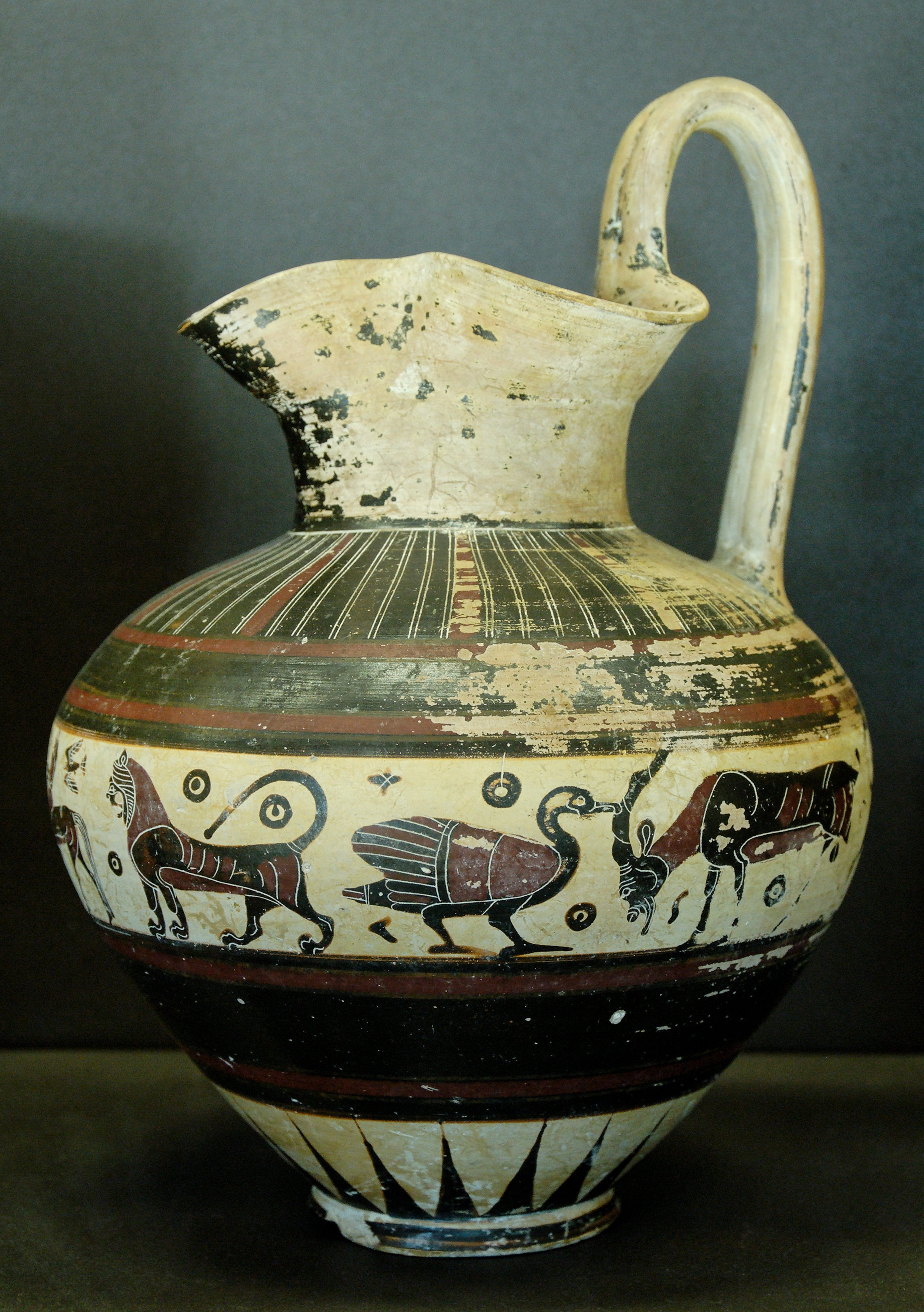
Oinochoe protocorinzia, Museo del Louvre

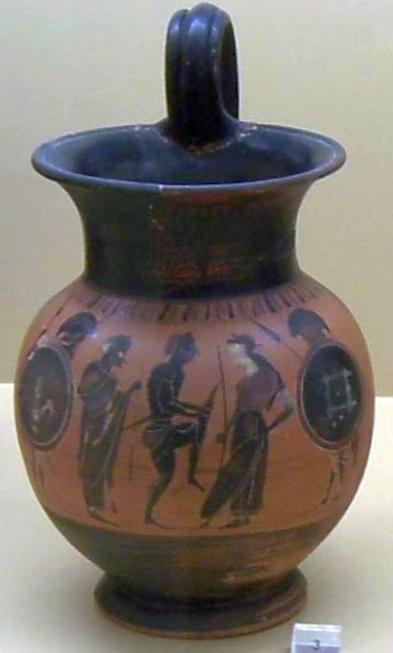
Oinochoe con scena di armi, Museo dell'Agorà di Atene

- Il piuccheperfetto è un perfetto nel passato, indica una situazione passata, effetto di una situazione passata precedentemente, se stativo è tradotto con il semplice imperfetto, se resultativo col trapassato prossimo. Non indica anteriorità relativa al perfetto. Usato poco anche nel greco antico, con l'accomodamento del perfetto e dell'aoristo nella koinè, per analogia produsse perifrasi con il participio perfetto e aoristo unito all'imperfetto di εἰμι (forma del participio perfetto più forma imperfetto del verbo essere). Il futuro perfetto si compone con il raddoppiamento del perfetto e le desinenze del futuro e indica il risultato compiuto nel futuro di un'azione già svoltasi (non ha mai valore di anteriorità relativa al futuro); si traduce nel futuro anteriore, e si rende col futuro semplice se ha valore stativo.

Esempio: Πολλὰ ἀναγέγραπται ὑπὲρ τῆς Ἀλεξάνδρου τελευτῆς (Si sono scritte molte cose sulla morte di Alessandro)

##### Uso dell'indicativo con particelle ἄν e ὡς
L'indicativo imperfetto e aoristo con la particella modale ἄν e la negazione οὐ esprimono la possibilità di un'azione nel passato, non di necessità avvenuta (irrealtà); l'azione prospettata come possibile nel passato, finisce per essere contrapposta al suo compiersi; di qui l'identità di rendere la potenzialità o l'irrealtà del periodo ipotetico. Imperfetto indicativo si usa anche senza ἄν, con verbi che indicano la possibilità, dovere, necessità, convenienza, e corrisponde a un'analoga espressione italiana "dovevo - era opportuno che", o di frequente a un condizionale presente e passato: in greco le azioni possibilmente realizzabili sotto condizioni sono accettate, per questo usa l'indicativo imperfetto, o presente come con εἰμι. L'imperfetto e l'aoristo con la particella ἄν hanno un valore iterativo nel passato, in italiano si usa l'imperfetto indicativo, quando sono preceduti da ει oppure ὡς indicano il desiderio irrealizzabile, il rimpianto di qualcosa che non può verificarsi, l'indicativo assume sfumatura volitiva.
Esempio dell'uso di ἄν con i tempi storici:
- Irrealtà nel presente - Οὐδ' ἂν αὐτὸς ἤθελον ἐν τοσαύτῃ τε ἀγρυπνίᾳ καὶ λύπῃ εἶναι (Neppure io "vorrei" ritrovarmi in una siffatta condizione di insonnia e di dolore)
- Irrealtà nel passato - Τίς ἂν ἠθέλησεν τοῖς νόμοις ἀπειθεῖν, ὁρῶν τὸν Ἀγησίλαον πειθόμενον; (Chi "sarebbe stato disposto" a disobbedire alle leggi, vedendo che le rispettava Agesilao?)
- Potenzialità nel passato - Τί ποτ' ἂν ἕπαθον ὑπ'αὐτῶν; (Che cosa mai "avrei potuto subire" da loro?)

Particolarità: l'indicativo imperfetto senza ἄν può essere tradotto con il condizionale italiano, in espressioni impersonali che indicano convenienza e inopportunità, possibilità, necessità, come:
- εἰκὸς ἦν, προσῆκε: sarebbe - sarebbe stato conveniente
- προαιρετέον ἦν: sarebbe stato preferibile
- αἰσχρὸν ἦν: sarebbe stato vergognoso

Le particelle Εἰ γάρ, εἴθε e ὡς in unione con un tempo storico dell'indicativo, esprimono un desiderio irrealizzabile. In particolare queste espressioni presentano l'imperfetto se il desiderio si riferisce al presente, e l'aoristo se il desiderio si riferisce al passato, come nel caso di utinam + congiuntivo imperfetto o piuccheperfetto nel latino; la particella per la negazione è μή.
- Εἰ γὰρ τοσαύτην δύναμιν εἶχον. Εἰ μὴ ἥμαρτες - Oh se io avessi una tale forza! Magari tu non avessi sbagliato!
- Εἰ γὰρ ὤφελον, ὦ Κρίτων, οἷοί τ' εἶναι οἱ πολλοὶ τὰ μέγιστα κακὰ ἐργάζεσθαι, ἵνα οἷοί τ' ἦσαν καὶ ἀγαθὰ τὰ μέγιστα - "Magari, Critone, i più fossero capaci di fare i mali più grandi, affinché fossero poi anche capaci dei più grandi beni".

#### Uso del congiuntivo
Riveste la funzione volitiva (esortativo, proibitivo) con la particella μή ed eventuale, segnata dalla particella ἄν o negativa οὐ. Il modo ha valore aspettuale e non temporale, sia indipendente che dipendente, il presente assume aspetto durativo di un'azione in via di svolgimento, l'aoristo il valore puntuale, mentre il perfetto quello resultativo. Nelle proposizioni principali si trova il congiuntivo esortativo e il proibitivo, usato sia al presente che in aoristo, il proibitivo usa l'aoristo preceduto dalla negazione μή. Il congiuntivo dubitativo deliberativo si trova nelle principali e nelle secondarie, esprime dubbio nel realizzare un'azione, si esprime con l'interrogativa, ed è espresso col presente o con l'aoristo. Nella forma negativa è preceduto da μή. Riveste funzione volitiva il congiuntivo "di timore" che è usato nelle principali, se preceduto da μή si teme che l'evento si verifichi; il congiuntivo può essere usato anche con valore finale accompagnato dalla particella ἄν oppure οὐ nella funzione di eventualità.
- Congiuntivo esortativo: viene solitamente usato nella I persona singolare, e rafforzato dalle particelle ἄγε, ἴθι, φέρε, δεῦρο, mentre per la negazione si usa μή - Esempio: Φέρε ἐκπύθωμαι (Orsù, che io m'informi)
- Congiuntivo dubitativo o deliberativo: s'incontra nella I singolare o plurale nelle proposizioni interrogative indirette; esprime condizione di dubbio o incertezza; nella negazione si usa μή. Esempio - Εἴπωμεν ἢ σιγῶμεν; (Dobbiamo parlare o rimanere in silenzio?)
- Congiuntivo proibitivo: i usa nella II e nella III persona singolare dell'aoristo, preceduto da un μή, e sostituisce la funzione dell'imperativo negativo. Esempio - Ἀλλὰ μὴ μ' ἀφῇς ἔρημον (Orsù, non mi lasciare solo).

#### Uso dell'ottativo
Ha espressione desiderativa, può esprimere la potenzialità accompagnato dalla particella ἄν, nelle proposizioni dipendenti di reggenti a tempo storico, compare frequentemente il cosiddetto "ottativo obliquo", che sostituisce gli altri modi finiti della subordinata, indicativo e congiuntivo, e per questo la sua negazione può essere οὐ oppure μή. Gli ottativi aoristi, presenti e perfetti hanno valore aspettuale, il futuro invece è usato solo come obliquo, ha il valore temporale, ma nelle proposizioni subordinate enunciative dichiarative e interrogative indirette, l'ottativo obliquo può anche avere valore temporale, e ovviamente aspettuale. Durante l'ellenismo l'ottativo scomparve, venne ripristinato in età imperiale col fenomeno dell'atticismo. Vien usato come desiderativo l'ottativo al presente e al futuro, se è usato con tempo storico, ciò riguarda il significato di un'azione desiderata che si è compiuta. In Omero l'ottativo desiderativo rende anche un desidero irrealizzabile, e può essere preceduto da particelle, soprattutto in attico, come εἰ γάρ, ὡς, ἀλλά. L'ottativo "potenziale" esprime la possibilità che una determinata azione si verifichi.
- Ottativo desiderativo: esprime un augurio di realizzazione dell'azione, frequentemente è preceduto da εἰ, ὡς, εἴθε, εἰ γάρ, nella negazione si usa μή. Esempio - Εἴθε κληρονομήσαιμι τῆς γυναικός (Oh se io potessi ereditare mia moglie!)
- Ottativo potenziale: è accompagnato da ἄν ed esprime la potenzialità dell'azione compiuta nel presente, benché si possa realizzare con vari tempi del verbo; la negazione dell'ottativo potenziale è οὐ. Esempio - Κομίζοις ἂν σεαυτὸν ᾗ θέλεις (Potresti andartene dove desideri)
- Ottativo obliquo: si usa al posto del congiuntivo, nelle forme di imperfetto, piuccheperfetto, aoristo e presente storico; solitamente si mostra nelle proposizioni finali, volitive, temporali, interrogative indirette, nelle relative, nelle dichiarative introdotte da ὅτι e ὡς. Esempio - Ἡ μήτηρ διηρώτα τὸν Κῦρον πότερον βούλοιτο μένειν ἥ ἀπιέναι (La madre domandò a Ciro se egli voleva rimanere o andare via)

#### Uso dell'imperativo
Esso è un verbo usato per frasi di comando o esortazione, ha origine antica ed è vicina alla funzione del richiamo resa dal vocativo. L'imperativo è privo di caratteristiche modali dal punto di vista morfologico, si trova in dialoghi e discorsi diretti; in origine possedeva solo la II persona singolare e plurale, in seguito venne usata anche la III persona singolare e plurale per rivolgere un comando a persone assenti o per rendere una forma indiretta dell'ordine. Raramente è usato il perfetto o l'aoristo per un'azione già considerata conclusa nel passato.

#### Uso dell'infinito
Riguarda le proposizioni infinitive e quelle dipendenti e indipendenti. Può avere la funzione nominale o verbale; come forma sostantivata (vedi Infinito sostantivato), l'infinito esprime il concetto astratto dell'azione vista nella sua assolutezza, e per questo può anche essere preceduto dall'articolo. Poiché l'infinito è indeclinabile, acquisisce varie valenze logiche in base ai casi espressi dall'articolo, e può essere preceduto da qualsiasi preposizione greca; può reggere in quanto verbo un complemento al pari dei modi finiti (come: "dire la verità"), è composto da diatesi attiva e media, se accompagnato dalla particella ἄν rende l'idea della potenzialità o dell'irrealtà del periodo ipotetico. Nel futuro l'infinito assume un valore temporale, negli altri infiniti rimangono i valori aspettuali. L'infinito sostantivato può essere preceduto dall'articolo, e può essere declinato normalmente, il suo soggetto e il suo predicato, se espressi e diversi da quello della reggente, si trovano all'accusativo; se il soggetto è identico, esso non compare nell'infinito, ma i suoi attributi sono al nominativo. In funzione di soggetto, l'infinito è accompagnato da sostantivi astratti indicanti l'opportunità o il dovere (bisogna, conviene); al genitivo riveste tutti valori propri di questo caso, preceduto da preposizioni, può avere valore finale, temporale, causale, concessivo, al dativo ha valore strumentale, all'accusativo ha valore di oggetto, dipendente da verbi indicanti la volontà e desiderio. L'infinito può avere anche valore esclamativo, iussivo (funzione di comando), desiderativo, di relazione e determinativo, qualificato qui da aggettivi, sostantivi.
- Infinito nelle proposizioni soggettive e oggettive: la costruzione con l'accusativo è usata in funzione di soggetto, quando si hanno frasi con verbi impersonali come συμβαίνει (accade che), πάρεστι - ἐνδέχεται (è possibile che), ἀνάγκη ἐστίν (è necessario che); e quando è accompagnato da sostantivi o aggettivi neutri sostantivati, uniti al verbo εἰμί; esempio: λόγος ἐστίν (è fama che, è detto che). Esempio per la funzione soggettiva: Ἀνάγκη ἐστὶ ἡμᾶς τῇ Κύρου φιλίᾳ χρῆσθαι (è necessario che noi restiamo fedeli a Ciro).

Esempio per i sostantivi o aggettivi neutri sostantivati + ἐστίν: Καλόν ἐστι ἀγαθούς φαίνεσθαι (è bello apparire valorosi)
- Infinito in funzione di oggetto: si costruisce con il verbo + l'accusativo con i verbi del dire - dichiarare - pensare sia per indicare un'affermazione che una negazione (λέγω, φημί, ἀγγέλλω, ἀρνέομαι, νομίζω); ma anche con i verbi di volontà - desiderio - comando (βούλομαι, δέομαι, ἐπιθυμέω, συμβουλεύω).
  - Esempio per i verbi dichiarativi: Ἡρόδοτός φησιν ἐλθεῖν Ἑλένην εἰς Αἴγυπτον: Erodoto afferma che Elena si sia recata in Egitto
  - Esempio per i verbi di volontà e comando: Τισσαφέρνης ἐβούλετο τὰς Ἰωνίας πόλεις ἁπάσας ἐαυτῷ ὑπηκόους εἶναι - Tissaferne voleva che tutte quante le città della Ionia fossero sottomesse a lui.

In dipendenza da verbi di percezione, la proposizione oggettiva è resa con l'accusativo + participio predicativo, anziché con l'accusativo + infinito.
- Soggetto nelle infinitive: se il soggetto di un'infinitiva è il medesimo della sovraordinata, viene taciuto e l'eventuale predicato va in nominativo: Νομίζει ἀνὴρ ἀγαθὸς εἶναι (egli pensa di essere un uomo buono). Se il soggetto di un'infinitiva è diverso da quello della sovraordinata, viene espresso in accusativo come gli eventuali predicati: Νομίζει σε ἀνὴρ ἀγαθὸς εἶναι (egli pensa che tu sia un uomo buono).
Quando il soggetto dell'infinitiva è uguale a un complemento della sovraordinata, può essere attratto nel caso di quel complemento, oppure va in accusativo: Πρσήκει ὑμῖν / ὑμᾶς ἀγαθοῖς / ἀγαθοὺς εἶναι (si traduce "vi conviene essere uomini coraggiosi"). Se si ha un'infinitiva con soggetto indeterminato, gli elementi concordati vanno in accusativo: Αἰσχρόν ἐστι φεύγοντας σώζεσθαι (è vergognoso che ci si salvi fuggendo)
- Costruzioni personali dell'infinito: si ha la costruzione con il nominativo:
  - con aggettivi uniti a εἰμι e γίγνομαι quali δίκαιος, φανερός - Δίκαιος εἶ βοηθεῖν αὐτῷ (è giusto che tu corra in suo aiuto)
  - con verbi che significano "sembrare - apparire" (δοκέω, φαίνομαι, ἔοικα), esempio Δοκεῖ αὐτῷ σκηπτὸς πασχεῖν εἰς τὴν πατρῷαν οἰκίαν (gli sembra che un fulmine si abbatta sulla casa paterna - In questo caso naturalmente l'infinito concorda nel tempo con il verbo principale.
  - con i verbi di "dire - dichiarare pensare" usati al passivo: ἤγγελται ἡ μάχη πάνυ ἰσχυρὰ γεγονέναι (è stato annunciato che la battaglia è stata molto accanita).
  - con espressioni tipiche dell'oratoria attica τοσούτου δέω "tanto manca che io", πολλοῦ δέω "molto manca che io"
- Usi particolari dell'infinito: in dipendenza da verbi che significano "far sì che - dare - affidare - permettere che" (ποιέω, δίδωμι) si ha l'infinito "volitivo", il cui valore oscilla tra il consecutivo e il finale: Ταύτην τὴν χώραν ἐπέτρεψε Κῦρος διαρπάσαι τοῖς Ἕλλησιν (Ciro lasciò ai Greci questa regione da saccheggiare)
  - In dipendenza da sostantivi e aggettivi si ha l'infinito limitativo, che completa e limita il significato del verbo reggente: δεινὸς λέγειν (abile nel parlare), ἄξιος τιμᾶν (degno di essere rispettato).
- Infinito esclamativo: si esprime un sentimento con vivacità dal referente, il soggetto spesso è all'accusativo: Ἐμὲ παθεῖν τάδε (Che io debba patire queste cose!)

#### Uso del participio
Esso "partecipa" delle proprietà del nome e del verbo, è declinabile in genere, numero e caso come un aggettivo, usando il suffisso -εντ-, -οντ-, -υντ-, -αντ-; può reggere casi, esprimere tempo e diatesi come un verbo. Può unirsi a un altro verbo senza impiego di congiunzioni, completando la frase con formazioni essenziali o accessorie. Del participio sono le categorie del "nominale" o sostantivato, preceduto dall'articolo, quello col valore verbale (appositivo), il circostanziale avverbiale e il participio predicativo. Il participio appositivo che non è mai preceduto dall'articolo, funge da apposizione di un sostantivo e si distingue ulteriormente in participio congiunto e assoluto. La funzione nominale avviene quando esso non è accompagnato da sostantivi, ed è preceduto dall'articolo, mantiene il suo valore verbale perché regge i casi voluti dal verbo che lo ha generato. Il participio dato che è un aggettivo, può essere anche "attributivo", se si riferisce a un sostantivo con cui concorda in genere, caso e numero, determinandone una qualità o una condizione permanente, che lo distingue da altri sostantivi. Il participio è di solito in posizione attributiva, preceduto dall'articolo e seguito dal sostantivo; in italiano si può rendere con una proposizione relativa. La funzione verbale del participio riguarda l'esprimere un'azione, un avvenimento in relazione al verbo reggente, può far parte della proposizione come predicativo del soggetto o del complemento, oppure ne è staccato come una proposizione secondaria, preceduto da ὡς. Il participio appositivo circostanziale avverbiale attribuisce al sostantivo cui si unisce, una qualità secondaria o accessoria. Si distinguono due usi, il congiunto e l'assoluto: il primo è concordato in genere, caso e numero con un termine della proposizione, e svolge la funzione di una subordinata circostanziale, che può avere valore temporale causale, concessivo, avversativo, e in italiano si rende con un gerundio o una proposizione subordinata esplicita o una relativa; il participio assoluto si esprime col "genitivo assoluto", e concorda in caso, genere e numero (appunto il genitivo) col sostantivo, e può tradursi sempre al gerundio o con una proposizione. Il participio temporale può tradursi con un gerundio o una proposizione, il participio strumentale o di circostanza esprime un legame col verbo reggente, con un valore che non si può sempre tradurre al gerundio. Il congiunto causale può essere preceduto da ὡς, esprime anche intenzione, o apparenza opposta alla realtà, cioè causa addotta come pretesto, e viene reso in italiano con "come se"; il participio con causa oggettiva invece è preceduto in greco dalle congiunzioni ἅτε, οἷον, ὥστε. Il congiunto concessivo è spesso preannunciato da μέντοι o accompagnato da congiunzioni, ha affinità con l'avversativo. Il participi congiunto ipotetico o suppositivo di frequente rende la protasi di un periodo ipotetico; infine il participio ha valore finale quando esprime l'intenzione di compiere un'azione, è preceduto da ὡς quando ha valore soggettivo, a volte corrisponde alla causale soggettiva o alla comparativa ipotetica del futuro ("non siamo giunti con l'intenzione di far guerra al re").
Il participio è anche predicativo, del soggetto, dell'oggetto. Per il primo caso si accompagna a verbi che esprimono un modo di essere, in italiano lo si può rendere come un verbo reggente, per altri la resa è data con avverbi e locuzioni avverbiali. I verbi possono essere anche di evidenza o apparenza, esso è retto anche da verbi o costrutti di percezione intellettiva. Il predicativo dell'oggetto invece si trova nella categoria dei verbi d'affetto, dei dichiarativi, dei verba impediendi et recusandi e in quelli di percezione; il predicativo è retto dai reggenti, sono espressi in forma passiva; per l'espressione "sono consapevole di" può presentare il participio predicativo al nominativo o concordato col dativo del pronome riflessivo; per i verba dicendi et declarandi è di rilievo la costruzione tra la principale e l'infinitiva. Infine, il participio con la particella ἄν può avere valore modale, acquista la funzione dell'ottativo potenziale o dell'indicativo irreale.
Formazione:
- Participio attributivo: svolge la funzione di aggettivo rispetto a un sostantivo, per cui è anteposto, ma viene preceduto dall'articolo: αἱ πόλεις αἱ δημοκρατούμεναι (le città democratiche - le città che sono democratiche). Questo participio si può rendere con un aggettivo, con un participio o con una relativa.
- Participio appositivo: detto anche avverbiale, precisa una circostanza in aggiunta a quanto detto nella proposizione sovraordinata; può concordare sintatticamente col soggetto o un complemento nella reggente, in tal caso è un participio congiunto, oppure essere sintatticamente autonomo o avere un collegamento logico con la principale, per questo si dice participio assoluto, distinto nei vari casi.
- Participio congiunto: non è mai preceduto dall'articolo, è strettamente collegato col termine della principale; solo se si riferisce al soggetto della proposizione principale, può essere reso con un gerundio in italiano. Equivale alle seguenti proposizioni:
  - temporale: il participio è spesso accompagnato da avverbi di tempo come ἅμα, εὐθύς, μεταξύ - Τῶν τοῦ ὑπάτου ἐπῶν ἀκούσαντες οἱ πολῖται ἀπῆλθον (Quando ebbero ascoltato le parole del console, i cittadini si allontanarono).
  - causale: se il participio è preceduto da ὡς indica una causa soggettiva, che può essere messa in evidenza da espressioni come "pensando che - col pretesto di", se invece è preceduto da ἅτε, οἷον, esprime la causa oggettiva: Ὁ στρατηγὸς διήρπαζε τὴν χώραν ἅτε πολεμίαν οὖσαν (Il generale saccheggiava la regione perché era nemica)
- concessiva: si usa il participio normale concordato col soggetto + avverbi e preposizioni della proposizione concessiva, come οὐ
- ipotetica: si usa il participio che concorda con il soggetto + εἰ del periodo ipotetico
  - finale: il participio concorda col soggetto della principale, e ha valore finale.
  - strumentale: concorda col soggetto, nel caso, genere e numero, se si tratta di un neutro, come τί, si concorda nel neutro e nel caso relativo e numero.
- Participio assoluto: è a parte nella frase, e non ha collegamenti sintattici con la proposizione principale, per questo come l'ablativo assoluto del latino, è detto "sciolto", a parte: si caratterizza nel genitivo, accusativo e nominativo assoluto.
  - Genitivo assoluto: nel costrutto il soggetto e predicato sono posti in caso genitivo, e non sono per forza collegati l'uno all'altro nella struttura sintattica, e concordano in numero: il soggetto può essere un sostantivo, un aggettivo o un pronome, il predicato è sempre un participio, tale participio non viene mai preceduto da articolo, ma solo il sostantivo. Si può rendere in italiano in varie maniere, con valore causale, temporale, oppure usando il participio passato se l'azione riguarda il passato, oppure per il presente o il futuro, il gerundio. Ἡρπασμένης τῆς χώρας, οἱ πολῖται ἐπὶ τοὺς πολεμίους ἐπορεύοντο (Poiché il territorio era saccheggiato, i cittadini marciarono contro i nemici).
Se il genitivo assoluto ha due participi, quello preceduto dall'articolo ha valore sostantivato.
  - Accusativo assoluto: costruito da un solo participio, nel caso accusativo, sostanzialmente riguarda il genere neutro, e ha come soggetto un infinito, e viene reso come proposizione concessiva, ma si possono rendere anche al gerundio: Κατακείμεθα, ὥσπερ ἐξὸν ἡσυχίαν (Siamo incerti, come se fosse lecito il fatto di starsene tranquilli). I verbi degli accusativi assoluti sono di frequente: ἐξόν (essendo lecito), παρόν (pur essendo possibile che), δέον (essendo necessario), δόξαν o δεδογμένον (essendo deciso - essendo stato deciso).
  - Nominativo assoluto: è un costrutto in cui il soggetto e il participio sono posti al caso nominativo, ma non hanno un collegamento sintattico con la principale che ha un soggetto a parte, come per il genitivo assoluto. Ἀποβλέψας πρὸς τὸν στόλον ἔδοξέ μοι πάγκαλος (Quando io guardai verso l'esercito, mi sembrò bellissimo).
- Participio predicativo: detto anche complementare, completa un verbo che da solo non ha un significato compiuto, può avere valore di complemento predicativo del soggetto se si riferisce al soggetto della principale, o di predicativo dell'oggetto o di altri complementi della principale. Si forma con particolari verbi divisi nelle categorie di:
- modo di essere: τυγχάνω, λαγχάνω, λανθάνω, φθάνω, φαίνομαι: Οἱ Ἀθηναῖοι φθάνουσι τοὺς Πέρσας ἐπὶ τὴν γέφυραν ἀφικνούμενοι (Gli Ateniesi arrivano al ponte prima dei Persiani).
- verbi di "iniziare - continuare - smettere - finire": ἄρχομαι, διάγω, διατελέω, λήγω
  - verbi di sentimento e stati d'animo: αἰσχύνομαι, χαίρω, χαλεπῶς φέρω
  - percezioni e sensazioni: γιγνώσκω, μέμνημαι, ἀκούω
  - modo di agire - condizione di superiorità o inferiorità: ἀδικέω, κακῶς ποιέω, κρατέω, νικάω.

Il participio predicativo ha alcune espressioni personali, costituite dal verbo εἰμί + aggettivo, anteposto o anche posposto, che in italiano si rendono in forma impersonale (è chiaro che io - era evidente che - è giusto che...)

### Uso di ἄν
La particella ἄν svolge la funzione logica simile al condizionale italiano, serve a indicare un'azione potenziale nelle proposizioni secondarie o subordinate: ciò che può o doveva verificarsi, oppure un'azione irreale, che si verificherebbe nel presente, oppure si sarebbe verificata nel passato in presenza di una condizione irrealizzabile:
- Con l'ottativo: si usa il tempo presente o aoristo, si esprime l'azione potenziale nel presente: in italiano si traduce con il condizionale presente, o con una perifrasi formata dal verbo "potrebbe" al presente o all'infinito, per tradurre l'ottativo greco. L'uso del presente o dell'aoristo non comporta infatti una differenza di tempo, bensì di aspetto. Esempio con il tempo presente storico: ἴσως λέγοι τις ἄν (forse qualcuno direbbe/continuerebbe a dire) - col tempo aoristo: ἴσως εἴποι τις ἄν (sempre si traduce "forse qualcuno direbbe")
- Con l'indicativo dei tempi storici: la particella esprime un'azione irreale[23], oppure azione potenziale nel passato. Nel primo caso la proposizione equivale all'apodosi di un periodo ipotetico del 4º tipo dell'irrealtà, con protasi sottintesa. In italiano si traduce al condizionale passato, o con perifrasi formata dal condizionale passato del verbo "potere" e l'infinito del verbo che in greco è all'indicativo.
  - Οὐδ' ἂν αὐτὸς ἤθελον ἐν τοσαύτῃ τε ἀγρυπνίᾳ καὶ λύπῃ εἶναι: Nemmeno io /sottinteso "se fossi al tuo posto"/ vorrei trovarmi in una tale condizione di dolorosa veglia.
  - Εὐθύς ἂν συνεβοήθησαν αὐτοῖς. Τί ποτ' ἃν ἔπαθον ὑπ' αὐτῶν; - Subito sarebbero accorsi in loro aiuto. Che cosa io avrei potuto subire da loro?
- Con il congiuntivo: la particella ἄν + un tempo del congiuntivo, introdotto dalle congiunzioni subordinanti, pronomi o avverbi relativi, conferisce all'azione il valore dell'eventualità:
  - ὅστις ἂν ταῦτα λέγῃ ἁμαρτήσεται: Chiunque dica ciò, sbaglierà.
- Con i nomi verbali: la particella in unione all'infinito o al participio, equivale in forma implicita ad ἄν + ottativo, e ad ἄν + indicativo di tempo storico, e rispettivamente esprime la potenzialità nel presente nel primo caso, nel secondo l'irrealtà:
  - Λέγω σε ἂν ἁμαρτάνειν - Dico che tu sbaglieresti.
  - Εὖ ἴσμεν οὐδένα ἂν τοῦτο οἰόμενον - Sappiamo bene che nessuno lo avrebbe creduto.
- Infinito e participio con ἄν: nelle proposizioni dipendenti espresso col participio o l'infinito, ἄν conferisce all'enunciato il valore della potenzialità o dell'irrealtà, come accade nelle indipendenti, quando la medesima particella è unita all'ottativo o all'indicativo dei tempi storici:
  - Φίλιππος, Ποτίδαιαν δυνηθεὶς ἂν αὐτὸς ἔχειν, Ὀλυνθίοις ἀπέδωκεν (Filippo, che pure avrebbe potuto tenere per sé Potidea, la restituì agli abitanti di Olinto)
  - Οὐκ ἄν μοι δοκεῖ τὸ τοιοῦτο συμβῆναι (Non mi pare che sarebbe potuta accadere una tal cosa)

### Uso di ὡς
Ha molteplici usi nelle proposizioni: può essere innanzitutto un avverbio, poi può essere una congiunzione e preposizione:
- Con modi finiti, in unione a un modo finito, ὡς ha i valori di congiunzione subordinante
  - dichiarativo = ὅτι (che)
  - causale = διότι (poiché)
  - temporale = ὅτε (quando)
  - comparativo = ὥσπερ (come)
  - consecutivo = ὥστε (cosicché - si usa che per le completive e le finali)
  - finale = ἵνα (affinché)

ὡς + ottativo esprime il desiderio realizzabile, e viene usato nelle esclamative.
- Con participio: con quello presente, aoristo e perfetto, può avere il valore:
  - Causale soggettivo. Esempio: Οἱ Λακεδαιμόνιοι καλῶς ἐδέξαντο τὸν Βρασίδαν ὡς ἐλευθεροῦντα τὴν Ἑλλάδα (Gli Spartani accolsero Brasida in modo trionfale, poiché - per loro - era il liberatore della Grecia.
  - Comparativo ipotetico - esempio: Οἱ στρατιῶται σιγῇ ἐδειπνοῦντο, ὥσπερ τοῦτο ἐπιτεταγμένον αὐτοῖς (I soldati pranzavano in silenzio, come se ciò fosse stato loro ordinato).
  - Valore finale, ὡς + participio futuro: Οἱ Λακεδαιμόνιοι εἰς Θερμοπύλας πρὸς τοὺς Πέρσας ἀπήντων, ὡς κωλύσοντες αὑτοὺς περαιτέρω προελθεῖν (Alle Termopili gli Spartani si scontrarono con i Persiani, per impedire che essi procedessero più oltre)
- Con infinito: ὡς traduce le proposizioni implicite e limitative; in alcuni casi l'infinito può essere sottinteso: ὡς μικρὸν μεγάλῷ εἰκάσαι ("per paragonare le cose piccole alle grandi").
- Con le preposizioni: alcune forme ellittiche costruite da ὡς + preposizione, esprimono intenzionalità: ὡς εἰς + accusativo si traduce "con l'intenzione di andare a" oppure "con il proposito di muovere contro", mentre ὡς ἐπί + dativo si rende "come in vista di", e ὡς ἐπί + genitivo "come pensando di sostituire". Un esempio: ὡς εἰς μάχην παρασευάσαντο (Si prepararono come per venire in battaglia).
- Usi particolari: ὡς, nel periodo, usato senza io verbo, può avere le funzioni:
  - Sostituire la preposizione εἰς davanti a nomi di persona;
  - Dare il valore approssimativo ai numerali;
  - Stemperare l'arditezza di una metafora, e per questo si unisce a τις, e si rende in italiano "per così dire";
  - Quando ὡς si trova nella forma accentata ὥς, si tratta di un avverbio che vuol dire "così".

### Le proposizioni nella frase
- Indipendenti: possono avere tutti i modi verbali, il più frequente è l'indicativo. La nominale più frequente è quella in cui è omesso il verbo essere alla III persona singolare dell'indicativo presente o imperfetto, esso è sottinteso quando ha valore di copula in frasi proverbiali, con aggettivi e sostantivi neutri
- Interrogative: sono enunciative, esprimendo un fatto, o esprimere una volontà (per questo dette volitive), oppure porre una domanda (interrogative dirette). Alcune interrogative dette "retoriche" hanno un valore apparente, perché per dare enfasi ed evidenza al concetto e al discorso, presentano una forma di domanda su ciò di cui si conosce già la risposta; le retoriche equivalgono a un enunciato affermativo o negativo. Si classificano in:
  - Dirette: usano l'indicativo, ma anche il congiuntivo o l'ottativo potenziale, cui si uniscono le particelle interrogative, se si pongono domande in modo che la risposta sia implicita, si hanno le "interrogative retoriche" che nascono da uno stato d'animo di sdegno, stupore, ironia, frequenti soprattutto nelle opere di Demostene, di Eschine e di Andocide, ma anche in Platone e Aristotele.

Si suddividono in:
- - Dirette semplici: possono essere introdotte da aggettivi e pronomi interrogativi come τίς, τί (chi? che cosa?), o ποῖος, -α, -ον (di quale natura?), πότερος, -α, -ον (quale dei due?); si usano anche avverbi interrogativi come πῶς (come?), πόσος, -η, -ον (quanto grande?), πόθεν (da dove?).
  - Disgiuntive: nella domanda si pone un'alternativa tra due o più possibilità di risposta (sarà così o in quest'altro modo?), e si usa la particella ἤ.
  - Retoriche: sono introdotte dalle particelle οὐ, ἧ γάρ, μή, μῶν (queste ultime due per un'interrogativa con valore di negazione).
  - Indirette: nella forma semplice sono introdotte dalla congiunzione εἰ (se) oppure da pronomi e aggettivi-avverbi interrogativi delle interrogative dirette; al posto di ποῖος o πότερος si trovano i correlativi indiretti ὁποῖος (di quale specie). I modi e i tempi dell'interrogativa indiretta sono gli stessi che si avrebbero, se la domanda fosse in modo diretto; se nella reggente c'è un tempo storico, si può avere l'ottativo obliquo al posto dell'indicativo e del congiuntivo dubitativo. Nelle interrogative indirette, il pronome τίς è spesso sostituito con ὅστις, ἥτις, ὅτι, e c'è la tendenza a utilizzare il pronome relativo al posto dell'interrogativo, sicché le indirette spesso non sono vere e proprie domande, perché spesso e volentieri manca il segno del punto interrogativo - es: Οὐδεῖς ἀγνοεῖ ὅντινα πρότον ὁ Σωκράτης ἐβίου (Nessuno ignora in che modo vivesse Socrate).
Le indirette disgiuntive si formano con le stesse particelle delle dirette disgiuntive, nel caso di negazione, si usa ἢ μή (o no).
- Subordinate completive: esprimono un concetto che rappresenta un'integrazione necessaria della proposizione reggente, si presentano sia in modo esplicito che implicito. Si ricordano le dichiarative esplicite-implicite, rette dai verba dicendi, sentiendi, putandi, declarandi, da forme impersonali, da un aggettivo neutro o da un sostantivo, accompagnati dal verbo essere. Le esplicite sono introdotte da congiunzioni quali ὅτι διότι ὡς, presentano l'indicativo presente o dei tempi storici, per indicare l'irrealtà l'ottativo potenziale. Le implicite invece mostrano l'infinito, solitamente il soggetto è sottinteso, se il soggetto è diverso da quello della reggente, allora sarà un accusativo. Dai verbi che esprimono percezione, la forma è implicita e viene usato il participio predicativo. Anche le proposizioni volitive e lo iussivo si costruiscono con l'accusativo e l'infinito.
- Proposizioni completive: quelle rette dai verba sperandi, iurandi, minandi hanno l'infinito al futuro, ma anche presente o aoristo; le volitive ed esortative rette dai verba timendi sono introdotte da μή e presentano il congiuntivo o l'ottativo obliquo in dipendenza da tempi storici. Raramente si incontrano l'indicativo presente, perfetto, aoristo. Le "completive volitive" rette dai verba impediendi e recusandi presentano il modo infinito e sono introdotte da μή, la costruzione è molto simile alle volitive rette dai verba timendi. Le completive "finali-volitive" sono rette dai verba curandi, sono introdotte da ὅπος, col congiuntivo oppure l'ottativo obliquo dipendente da tempi storici; in forma implicita possono avere l'accusativo o l'infinito. Infine le proposizioni rette dai verba affectuum possono presentarsi esplicite introdotte da ὡς oppure ὅτι con l'indicativo o l'ottativo obliquo in dipendenza da tempi storici, oppure sono implicite con l'accusativo e l'infinito, o col participio predicativo.
  - Completive volitive: se implicite si formano con l'accusativo + infinito, se in forma esplicita si realizzano con congiunzioni subordinanti e modi finiti; dipendono dai verbi di convenienza, dovere, necessità, poi verbi di volontà, esortazione, preghiera, ordine, impedimento, dai verba timendi - curandi - cavendi.
  - Verbi di convenienza: di norma sono espressioni impersonali, coniugate alla III persona singolare: δεῖ (conviene), χρή (è necessario che), ἀνάγκη ἐστί (è giusto che) + infinito; il loro valore è quello di una proposizione soggettiva enunciativa.
  - Verba voluntatis: la completiva volitiva si costruisce con questi verbi di volontà come βούομαι, παραινέω, δέομαι, συμβουλεύω, δίδωμι + infinito, oppure con l'accusativo dopo il verbo all'indicativo + infinito.
  - Verba impediendi: i verbi dell'impedimento, come ἀπαγορεύω, ἐμποδίζω, ἐμποδών γίγνομαι; quando la proposizione reggente è affermativa, per la completiva si usa la negazione μή + infinito, e quando è negativa si usa μή οὐ + infinito.
  - Verba timendi: i verbi di timore come δείδω, φοβέομαι, προμηθέομαι, e si costruiscono con proposizione introdotte da μή se si teme che accada qualcosa di non voluto, o da μή οὐ se si teme che non accada qualcosa di voluto. I modi utilizzati in dipendenza da verbi di timore sono il congiuntivo che è in dipendenza da tempi principali e storici, poi l'ottativo in dipendenza solo da tempi storici, e indicativo futuro quando è introdotto da ὅπως e ὅπως μή
  - Verba curandi: verbi del prendersi cura, del preoccuparsi di, di adoperarsi per qualcosa o qualcuno: ἐπιμελέομαι, φροντίζω, σκοπέω, σπουδάζω. Questi verbi per la costruzione, sono accompagnati da preposto ὅπως seguiti dall'indicativo futuro o dal congiuntivo, oppure con l'ottativo in presenza di tempi storici.
- Proposizioni avverbiali o circostanziali: contengono un'integrazione non indispensabile della reggente, possono distinguersi in finali, consecutive, temporali, causali, condizionali, comparative. Le proposizioni finali possono essere introdotte da ἵνα, ὡς, presentano il congiuntivo in dipendenza di tempi storici, ma può essere usato anche l'ottativo obliquo; con la negazione μή si può presentare una semplice congiunzione subordinante. La finale si può esprimere anche in "modo implicito" con l'infinito dipendente da un verbo in movimento, retto anche da preposizioni come εἰς e πρός. In italiano solitamente si usa per la finale il participio futuro, oppure anche una sfumatura soggettiva con ὡς. Le proposizioni consecutive sono introdotte da ὥστε, presentano l'infinito quando esprimono una conseguenza vista come possibile o come di ambito generale a prescindere dalla singola realizzazione, e l'indicativo per una conseguenza vista come reale e legata al singolo avvenimento. Nel primo caso la negazione è μή, nell'altro οὐ. Nelle implicite il soggetto se diverso da quello della reggente, è espresso in accusativo. Le proposizioni temporali sono espresso in forma esplicita con l'indicativo, possono presentare l'ottativo obliquo in dipendenza da tempo storico, ma anche con un congiuntivo eventuale accompagnato da particella ἄν; le "eventuali" hanno la particella ὅταν.
  - Finali esplicite: sono introdotte dalle congiunzioni ἵνα, ὡς, ὅπως, nel caso di negazione accompagnate da μή + il tempo del congiuntivo quando si è in dipendenza dai tempi principali, o storici; dell'ottativo in dipendenza solo di tempi storici. Le completive dei verba curandi sono rese come le finali, con ὅπως + indicativo futuro. Le relative improprie con valore finale sono rese con il pronome relativo + indicativo futuro.
  - Finali implicite: si rendono col participio futuro, e raramente al presente, in tal caso il verbo è preceduto da ὡς; poi con l'infinito semplice in dipendenza dai verbi come δίδωμι, παρέχω, πέμπω. Raramente si usa il genitivo dell'infinito sostantivato in funzione finale, scrivendo nel periodo il soggetto al genitivo + infinito + complemento. L'infinito sostantivato è preceduto dalle preposizioni ὑπέρ, ἕνεκα τοῦ.
- Proposizioni temporali: esprimono la "contemporaneità", le principali congiunzioni sono le particelle ἐν e ὦ accento circonflesso e iota sottoscritto, poi ἡνίκα, ὡς; l'anteriorità, con le principali congiunzioni "di tempo" ἐπεί, ὡς, τάχιστα, ὅτε ἐν ᾧ, μέχρι, πρίν; la "posteriorità" con le congiunzioni πρίν e πρότερον. Le "temporali implicite" sono espresse con participio congiunto, con genitivo o con accusativo assoluti, o con infinito sostantivato, che può essere accompagnato dalle preposizioni ἐν o ἅμα.
  - Temporali esplicite: sono introdotte dalle tipiche congiunzioni "di tempo". Quando hanno un rapporto di contemporaneità o posteriorità con la principale, esse sono espresse con l'indicativo (nel caso di negazione con οὐ anteposto) per indicare circostanze reali; con il congiuntivo + ἄν[24], oppure l'ottativo obliquo in dipendenza di tempo storico, per indicare circostanze eventuali, quando si usa la negazione si inserisce μή. La particella πρίν (prima che) si trova nelle temporali che si costruiscono con l'infinito se la sovraordinata è affermativa, poi con l'indicativo se la sovraordinata è negativa, e se si vuole indicare un fatto realmente accaduto; o il congiuntivo + ἄν, oppure l'ottativo in presenza di tempo storico, se la sovraordinata + negativa, e se si vuole indicare un fatto eventuale o ripetuto.
  - Temporali implicite: si possono esprimere col participio congiunto, dal participio assoluto (solitamente si preferisce il genitivo assoluto), o da preposizioni con l'infinito sostantivato, che esprimono in base a specifiche particelle la contemporaneità (ἐν τῷ) e l'anteriorità (μετὰ τό), e la posteriorità (πρὸ τοῦ) rispetto alla proposizione principale. Se il soggetto dell'infinito è diverso da quello della principale, si pone in accusativo.
- Proposizioni causali: sono espresse in modo esplicito e implicito; nel primo caso con l'indicativo, e introdotte da varie congiunzioni, nelle forme implicite sono espresse col participio congiunto o assoluto, o con l'infinito sostantivato accompagnato da opportuna proposizione.
- Proposizioni ipotetiche o condizionali: sono introdotte dalla congiunzione εἰ, si possono presentare in quattro tipi, come "reali - eventuali - possibili - irreali"; vale a dire la spiegazione della costruzione del periodo ipotetico greco. Il periodo si compone della proposizione reggente (l'apodosi) e la subordinata ipotetica ossia la protasi (così chiamata perché viene anteposta alla reggente), introdotta dalle particelle specifiche. Il periodo esprime la realtà o l'obiettività quando ha la congiunzione εἰ in relazione all'indicativo di qualsiasi tempo, soprattutto nell'apodosi. Il secondo valore dell'eventualità presenta un congiuntivo eventuale accompagnato dalla particella ἄν, e contraendosi con la congiunzione, può dare la resa di ἐάν; nell'apodosi si ha l'uso indicativo, ma si può usare anche un ottativo obliquo con valore iterativo. La terza resa della possibilità presenta congiunzione εἰ accompagnata dall'ottativo, mentre nell'irrealtà la congiunzione è accompagnata all'indicativo dei tempi storici, i tempi storici della protasi possono indicare un'ipotesi irreale, sia nel presente che nel passato e usano vari tempi greci. Il periodo ipotetico greco può essere indipendente o dipendente, se quest'ultimo dipende da un'altra proposizione: la protasi rimane alterata, oppure mantiene l'ottativo obliquo in presenza di tempi storici; le proposizioni della possibilità e dell'irrealtà rimangono sempre inalterate.
  - Periodo ipotetico dell'oggettività o realtà (I tipo): la protasi introdotta dalla particella εἰ (nella negazione si aggiunge μή) ammette tutti i tempi dell'indicativo, l'apodosi può avere l'indicativo, il congiuntivo esortativo, l'ottativo potenziale, l'imperativo o un aggettivo verbale in -τέος.
  - Periodo ipotetico dell'eventualità (II tipo): esprime l'eventualità nella protasi, e la realtà nell'apodosi: se l'eventualità riguarda un'azione da compiersi in futuro, sarà introdotta da ἐάν + congiuntivo presente o aoristo per i tempi storici, mentre l'apodosi ha l'indicativo futuro, oppure un imperativo presente. Se l'eventualità riguarda l'azione passata, la protasi è introdotta da εἰ + ottativo presente o aoristo, l'apodosi ha l'indicativo di un tempo storico (solitamente si preferisce l'imperfetto); si esprime l'azione iterata.
  - Periodo ipotetico della possibilità (III tipo): l'azione della protasi è data come possibile, così pure la sua conseguenza, e si rende con εἰ + ottativo, mentre l'apodosi ha l'ottativo + ἄν; per la negazione si usa la particella οὐ.
  - Periodo ipotetico dell'irrealtà (IV tipo): l'ipotesi dell'azione si presenta come irreale rispetto a un fatto vero, sia presente che passato: la protasi è introdotta da εἰ + indicativo di un tempo storico, e così sarà pure l'apodosi con l'accompagnamento della particella ἄν, che come negazione οὐ.
- Proposizioni comparative: sono introdotte dalle specifiche congiunzioni ὡς, ὥσπερ oppure καθάπερ, e si accompagnano ai comparativi greci di maggioranza o minoranza, introdotti dalla congiunzione ἤ, preceduta dalla reggente. Per indicare la realtà si usa l'ottativo, per le altre possibilità l'ottativo o il congiuntivo. Il superlativo può essere rafforzato dal "dativo di misura", cioè si declina al dativo, mentre per indicare lo stato raggiunto di massimo grado possibile di una qualità il superlativo viene rafforzato da ὡς, oppure ὡς τάχιστα.
  - Comparative classiche: esprimono una circostanza che viene paragonata dal punto di vista della qualità o di quantità a quanto enunciato dalla proposizione reggente, e si dividono in comparative di maggioranza (μᾶλλον oppure πλεῖον + comparativo + ἤ a esprimere "più... che"), minoranza (μεῖον + comparativo + ἤ "meno...che"), uguaglianza (οὕτως, ὥσπερ, ὡς, καθάπερ, τοῖος "così, come, tale e quale") introdotte dai relativi comparativi. Per le proposizioni indipendenti si usano l'indicativo (per la realtà), il congiuntivo + ἄν o l'ottativo obliquo (per l'eventualità), l'ottativo + ἄν (potenzialità nel presente) e l'indicativo di un tempo storico + ἄν per esprimere l'irrealtà nel presente, o la potenzialità nel passato.
  - Comparative ipotetiche: si paragonano circostanze immaginarie con quelle reali, sono introdotte da ὥσπερ oppure ἄν εἰ (come se) + ottativo se ci si trova in un periodo ipotetico della possibilità, o l'indicativo di un tempo storico se ci si trova in un periodo ipotetico dell'irrealtà.
  - Comparative implicite: si esprimono col participio congiunto o con l'assoluto preceduti da ὡς, oppure con ἀντί + infinito sostantivato. Quando sono espresso con il participio, hanno valore comparativo ipotetico.
  - Proposizioni consecutive: esprimono la conseguenza di ciò che è enunciato nella reggente, e sono anticipate da aggettivi e avverbi specifici come τοιοῦτος, τοσοῦτος, ἡλίκος, οὕτω, ὥδε.
  - Consecutive esplicite: sono introdotte da ὥστε, nella negazione con l'accompagnamento οὐ, e si rendono con i modi delle proposizioni dipendenti: indicativo per enunciare la realtà, la particella ἄν + ottativo per indicare la potenzialità nel presente, la particella ἄν + indicativo di un tempo storico per indicare l'irrealtà dell'azione. Le proposizioni relative con valore consecutivo hanno gli stessi modi delle altre consecutive esplicite, e possono avere nella negazione οὐ e μή.
  - Consecutive implicite: esprimono la conseguenza pensata, ma non effettivamente accaduta, sono rese con le particelle ὥστε (+ μή per la negazione) in compagnia dell'infinito; se il soggetto della consecutiva è sottinteso, o se diverso da quello della reggente, è posto in accusativo. La consecutiva implicita si può esprimere anche senza verbo, soprattutto se ad essere sottinteso è il verbo εἰμί, si usa solo l'aggettivo o il sostantivo con le correlazioni οἶος + infinito, oppure il participio futuro sostantivato in relazione del complemento.
- Proposizioni concessive: simili alle condizionali, nella forma esplicita sono introdotte dalla congiunzione καί seguite dall'indicativo, per indicare una circostanza obiettiva, dal congiuntivo se questa è eventuale, dall'ottativo se è considerata possibile, dall'indicativo dei tempi storici se è irreale. Esse esprimono un fatto, nonostante il quale si compie l'enunciato della proposizione reggente, e possono esprimere un fatto reale, o una supposizione, e sono precedute dalle particelle che significano: "anche se - benché - nonostante che - sebbene", oppure "pur" + gerundio o il participio, reso dal participio greco.
  - Esplicite: sono introdotte dalla congiunzione εἰ καί oppure καὶ ἐάν (negazione μή) + indicativo (per esprimere realtà dell'azione), il congiuntivo per l'eventualità, l'ottativo per la possibilità, e l'indicativo dei tempi storici per l'irrealtà.
  - Implicite: si esprimono col participio congiunto, a volte accompagnato da καίπερ, che concorda con il tempo verbale della reggente, poi con il genitivo assoluto e l'accusativo assoluto + infinito.
- Proposizioni relative: possono essere aggettive (attributive, proprie, determinative, esplicative) oppure avverbiali (circostanziali o improprie). Le aggettive presentano il modo indicativo, oppure l'ottativo obliquo se la reggente ha il tempo storico, se la proposizione è irreale si può trovare anche il congiuntivo; le relative avverbiali possono presentare sfumatura finale, consecutiva, causale, concessiva, condizionale. Sono introdotte da un pronome relativo, o dagli avverbi relativi οὗ, ὅποι, ὅθεν. Si dividono in:
  - Relative proprie: quando aggiungono o precisano qualcosa sul termine cui si fa riferimento; la loro funzione è paragonata a quella dell'attributo e dell'apposizione nell'ambito della frase (Es: Non sanno quello che dicono). Per esprimere la realtà si usa l'indicativo del presente, o quello dei tempi storici + ἄν per esprimere la potenzialità o l'irrealtà dell'azione nel passato; poi ottativo senza ἄν per esprimere la funzione di desiderio, mentre se è accompagnato da ἄν, si esprime la potenzialità dell'azione nel presente; il congiuntivo con ἄν si esprime l'eventualità, mentre senza ἄν si esprime il dubbio o un ordine. Nelle relative proprie, con i verbi del "dovere", è previsto anche l'uso dell'imperativo.
  - Relative improprie o circostanziali: esprimono una determinazione accessoria, che arricchisce la conoscenza di quanto affermato nella proposizione principale, e hanno valore di proposizioni dipendenti indirette: valore finale quando si usa l'indicativo del verbo + ὅστις, consecutivo quando si usa il pronome personale + indicativo, e ipotetico quando si usano i verbi del "vedere".

### Lingua
- Pierangelo Agazzi, Massimo Vilardo, Ἑλληνιστί - Grammatica della lingua greca, Zanichelli, 2002-2018
- Giacinto Agnello, Arnaldo Orlando, Manuale del greco antico. Con un profilo di greco moderno, Palumbo, Palermo-Firenze, 1998
- Antonio Aloni, La Lingua dei Greci. Corso propedeutico, Carrocci editore, Roma 2003
- Luigi Bottin, Stefano Quaglia, A. Marchiori, Il nuovo lingua greca, Minerva italica, Milano, 2002
- Angelo Cardinale, I Greci e noi, Ferraro, Napoli, 1990
- Angelo Cardinale, Quasta, Anapos - Grammatica e versioni di greco per il biennio, Fratelli Ferraro Editore, 1995
- Albio Cesare Cassio, Storia delle lingue letterarie greche, Mondadori Education, 2008
- Pierre Chantraine, Morphologie historique du grec, Paris, Klincksieck, 1947
- Luigi Heilmann, Grammatica storica della lingua greca, Torino, Sei, 1963
- Melina Insolera, Latino e greco: studio in parallelo, Zanichelli, 1988
- Dino Pieraccioni, Morfologia storica della lingua greca, D'Anna, Messina-Firenze, 1975
- Dino Pieraccioni, Grammatica greca, Sansoni, Firenze, 1976
- Carmelo Restifo,  Nuovo corso di greco, vol. 1 Grammatica, Le Monnier, Firenze, 2001
- Athos Sivieri, Primo Vivian, Grammatica greca antica, editore D'Anna, 1995
- Oswald Szemerényi, Introduzione alla linguistica indoeuropea, Milano, Unicopli, 1985

### Letteratura
- Dario Del Corno, Letteratura greca, Principato, Milano 1995
- Giulio Guidorizzi, Letteratura greca. Da Omero al secolo VI d.C., Mondadori, Milano 2002
- Franco Montanari, Storia della letteratura greca, Laterza, Roma-Bari, 2006
- G.A. Privitera, R. Pretagostini, Storia e forme della letteratura greca, Torino, Einaudi, 1997
- Luigi Enrico Rossi, Letteratura greca, Firenze, Le Monnier, 1995